# Reino de Asturias

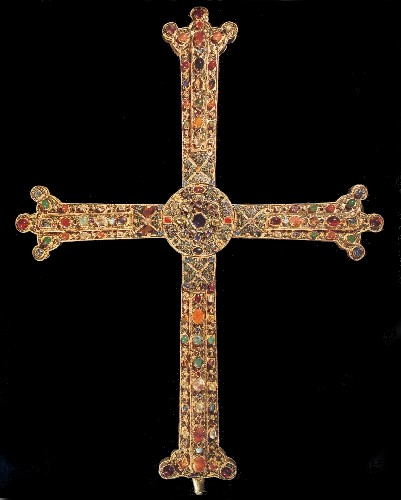
La Cruz de la Victoria, empleada como símbolo por los reyes astures.

El reino de Asturias o reino de los Astures (en latín, Asturum Regnum) fue la primera entidad política cristiana establecida en la península ibérica después del desmoronamiento del reino visigodo de Toledo tras la desaparición del rey Rodrigo en la batalla de Guadalete y la subsiguiente conquista musulmana de la península ibérica. En sus primeras décadas, la extensión territorial del reino se limitó a los territorios de la cornisa cantábrica y sus comarcas adyacentes. Con posterioridad, los reyes asturianos iniciaron una vigorosa expansión que a principios del siglo X alcanzó el río Duero.
Se considera que la historia del reino se inició en el año 718, fecha probable de la elección de don Pelayo como princeps o líder de los rebeldes y el final suele establecerse en el año 925, cuando Fruela II de Asturias sucedió a su hermano Ordoño II, quien gobernaba el reino de León, fundado por su otro hermano García I. El reino de Asturias es el precedente histórico del reino de León, del que más tarde surgirían los reinos de Castilla y Portugal.

## Sustrato indígena del reino de Asturias
Allí vivían dos pueblos muy poderosos, cántabros y astures, que no estaban sometidos a nuestro imperio.
Lucio Anneo Floro

El reino asturiano tuvo como solar los territorios occidentales y centrales de la Cordillera Cantábrica, particularmente los Picos de Europa y el área central de la actual Asturias, zonas donde tuvieron lugar los principales acontecimientos político-militares durante las primeras décadas de existencia del reino. Según las descripciones de Estrabón, Dión Casio y otros geógrafos grecorromanos dichas zonas estaban habitadas en los albores de la era cristiana por diferentes pueblos, entre los cuales se pueden citar los siguientes: vadinienses, que habitaban los Picos de Europa y cuya área de asentamiento fue desplazándose lentamente hacia el sur durante los primeros siglos de nuestra era, tal y como testimonian numerosas estelas; los orgenomescos, que moraban en la costa oriental asturiana; los selinos, que como su propio nombre indica se distribuían por todo el valle del río Sella (Salia); los lugones, cuyo territorio se extendía entre los ríos Sella y Nalón y cuya capital se situaba en Lucus Asturum (Lugo de Llanera); los astures propiamente dichos que habitaban la zona interior de Asturias situada entre los concejos actuales de Piloña y Cangas del Narcea, la provincia actual de León (excepto la zona noreste donde habitaban los Vadinienses), parte de Zamora y noreste de Portugal, los galaicos se encontraban desde el Río Navia hasta el Finisterre de la Costa de la Muerte, es decir, más o menos el território de Galicia, y los pésicos, que moraban en la zona costera de Asturias occidental, entre la desembocadura del Navia y la actual ciudad de Gijón.
En cualquier caso, la conquista del norte peninsular fue finalizada por César Augusto Octavio después de la conquista de las Galias, que tuvo como aliados a los vascones que cortaban el territorio aquitano de donde provenían las provisiones para las legiones y cuyo tránsito era vital para su abastecimiento.

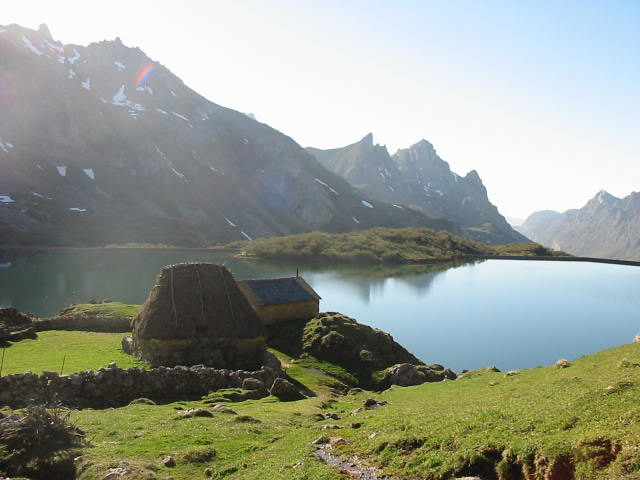
Imagen del lago del Valle (Somiedo). En ella se observan los conocidos teitos, no muy diferentes de las viviendas de los antiguos astures.

Las informaciones que nos dan los geógrafos clásicos acerca de la filiación étnica de estos pueblos son confusas: Ptolomeo señala que los astures habitaban la zona central de la actual Asturias, la que se extiende entre los ríos Navia y Sella, situándose al oriente de este río la frontera con el territorio de los cántabros. Sin embargo, ya en el siglo IV la Cosmographia de Julio Honorio pone el nacimiento del Ebro en territorio de los astures (sub asturibus). En las crónicas visigodas y árabes los límites del territorio astur se situarían "inter Devam et Ovem". En cualquier caso y dejando a un lado los detalles relativos a las fronteras entre las diferentes etnias cantábricas, el propio Estrabón señalaba en su Geographia que durante la época romana, todos los pueblos del norte de España, desde los galaicos hasta los vascones, tenían una cultura y unas formas de vida similares.
De otra parte, existen testimonios que manifiestan que ni los lugones ni los pésicos se identificaban originariamente con los astures: así, en el Parroquial Suevo se distingue entre astures y pésicos, como si fueran dos tribus diferenciadas, y en una lápida encontrada en el concejo de Piloña –la piedra de los Ungones– se señala la frontera entre los lugones y los astures. Siendo todos ellos celtas romanizados.
Esta situación se afianzó en el Bajo Imperio y en tiempos de las invasiones germánicas: la lucha primero contra los romanos y luego contra los vándalos asdingos y los visigodos fue forjando una identidad común entre los pueblos de la futura Asturias. A este respecto, diversas excavaciones arqueológicas han encontrado restos de fortificaciones en los alrededores del Campamento romano de La Carisa (concejo de Lena). Los expertos consideran que dicha línea defensiva, ubicada estratégicamente en la cuenca alta del río Lena (Asturias) –vía de entrada natural a Asturias desde la Meseta–, prueba la existencia de una resistencia organizada en el seno de la cual forzosamente debieron cooperar todos los habitantes de Asturias central. En este sentido, dichos especialistas han descubierto en La Carisa dos niveles arqueológicos diferentes, uno de los cuales corresponde a las guerras cántabras y el segundo al periodo 675–725, en el que tuvieron lugar la expedición del rey visigodo Wamba contra los astures y la conquista de Asturias por Muza.
La identidad asturiana que progresivamente iba forjándose cristalizaría de una manera definitiva tras la coronación de Pelayo, la victoria en Covadonga y la subsiguiente consolidación del Reino de Asturias. En este sentido, la Crónica Albeldense, al narrar patrióticamente los sucesos de Covadonga, afirma que tras esa batalla Asturum Regnum divina providentia exoritur, «nació por la divina providencia el Reino de los Astures».

## Evolución histórica

### Conquista musulmana y revuelta astur
Dice Isa ben Ahmad Al-Razi que en tiempos de Anbasa ben Suhaim Al-Qalbi, se levantó en tierras de Galaecia (Yilliqiyya) un bárbaro ('ily = علج) llamado Pelayo.
Crónica de Al Maqqari

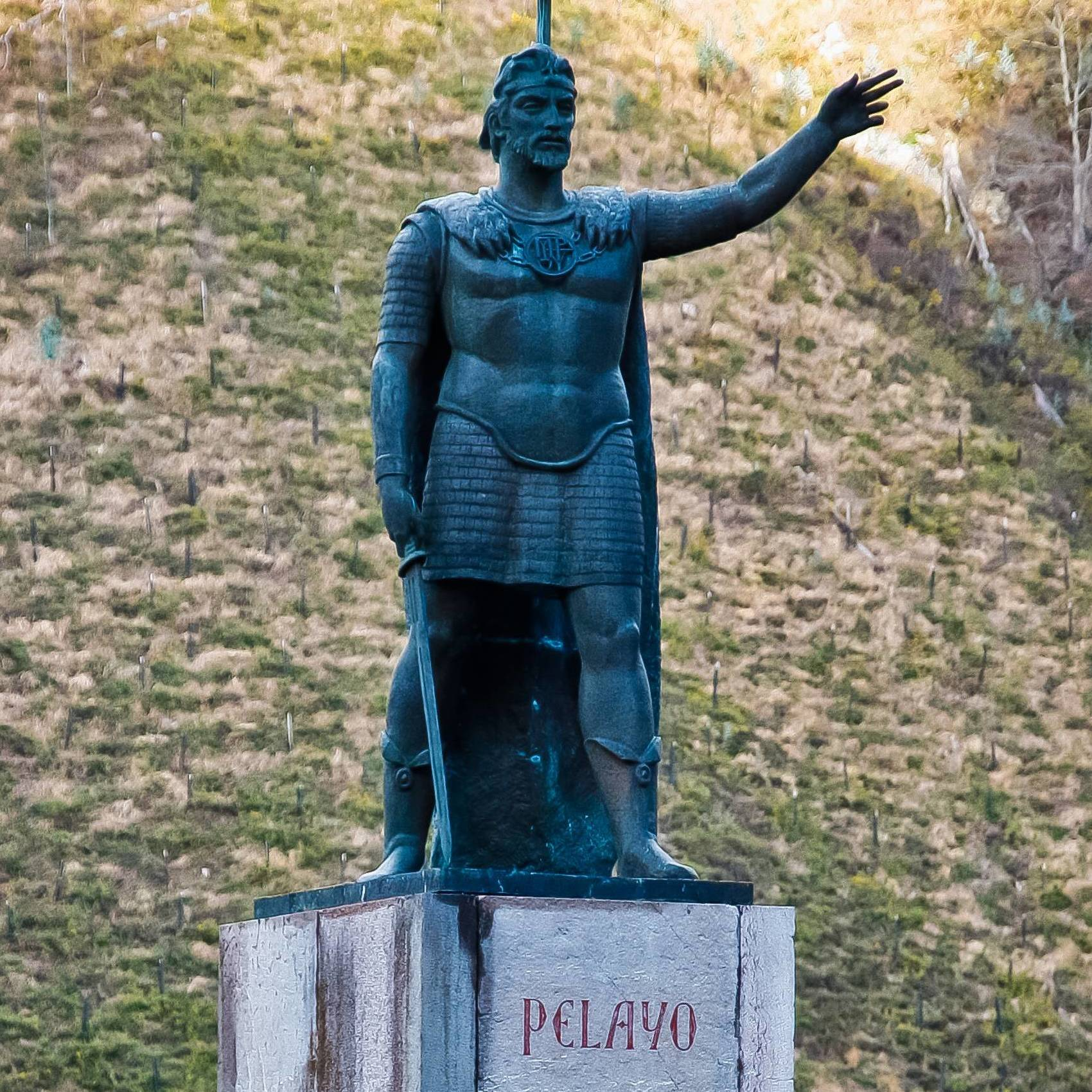
Pelayo, vencedor en Covadonga y primer Rey de los astures.

En el transcurso de la conquista musulmana de la península ibérica, las principales ciudades y centros administrativos de la Península fueron cayendo en manos de las tropas del Emirato de Córdoba. El dominio de las regiones centrales y meridionales, como los valles del Guadalquivir o del Ebro presentó muy pocos problemas para los recién llegados, que se ayudaron de las estructuras administrativas visigodas existentes, de origen romano. Sin embargo, en las montañas del norte, los centros urbanos eran prácticamente inexistentes (como Gigia) y la sumisión de la península ibérica había de realizarse valle a valle. A menudo los musulmanes recurrían a tomar rehenes para asegurarse la pacificación del terreno recién conquistado.
Tras la primera incursión de Tariq que en el año 711 llegó hasta Toledo, el virrey yemení de Ifriqiya, Musa ibn Nusair, cruzó el año siguiente el Estrecho de Gibraltar y llevó a cabo una masiva operación de conquista que le llevaría capturar, entre otras, las ciudades de Mérida, Toledo, Zaragoza y Lérida. En la última fase de su campaña militar llegó hasta el noroeste de la Península donde logró apoderarse de las poblaciones de Lugo y Gijón. En esta última ciudad situó a un pequeño destacamento bereber al mando de un gobernador, Munuza, cuya misión debía consistir en consolidar el dominio musulmán sobre Asturias. Como garantía de la sumisión de la región algunos nobles, entre ellos algunas teorías apuntan que Pelayo (aunque su origen resulta desconocido), fueron llevados como rehenes de Asturias a Córdoba.
Pero, según cuentan tanto la Crónica Rotense (crónica de Alfonso III donde se considera a Pelayo como sucesor de los reyes de Toledo, con posibles fines de búsqueda de legitimidad política como la de Al-Maqqari, Pelayo logró fugarse de dicha ciudad durante el gobierno del valí Al Hurr (717–718) y a su vuelta a Asturias instigó una revuelta contra las autoridades musulmanas de Gijón (la identidad de don Pelayo, sigue siendo un tema abierto, siendo esta solo una de las teorías). El caudillo de los astures —cuyo origen es discutido por los historiadores— tenía entonces su morada en Bres (concejo de Piloña) y a dicho lugar Munuza envió tropas al mando del general Al Qama. Tras recibir noticias de la llegada de los musulmanes, Pelayo y sus compañeros cruzaron apresuradamente el río Piloña y se dirigieron al monte Auseva, en una de cuyas cuevas, Covadonga, se refugiaron. Allí lograron emboscar al destacamento sarraceno, que fue aniquilado. La victoria —relativamente pequeña, pues en ella intervinieron apenas unos cuantos cientos, o decenas, de soldados bereberes— otorgó un gran prestigio a Pelayo y provocó una insurrección masiva de los astures. Munuza, viéndose entonces aislado en una región crecientemente hostil decidió abandonar Gijón y dirigirse a la Meseta a través del Camino de la Mesa. Sin embargo, siempre según la crónica citada, fue interceptado y muerto por los astures en un lugar indeterminado que la crónica nómina Olalíes. La Crónica Mozárabe, única crónica casi contemporánea y probablemente con menos intereses creados en los hechos, pasa por alto cualquier mención al incidente dando peso a la "teoría indigenista", según la cual aquellas estructuras sociales nativas no diferían mucho de las encontradas por los romanos o los visigodos a su llegada y quienes relataron la guerra de guerrilla empleada por los lugareños. Esta no sería relevante para un ejército Sarraceno que, recordemos, en menos de un siglo había conquistado todo el norte de África, desde la Península Arábiga hasta la Ibérica.

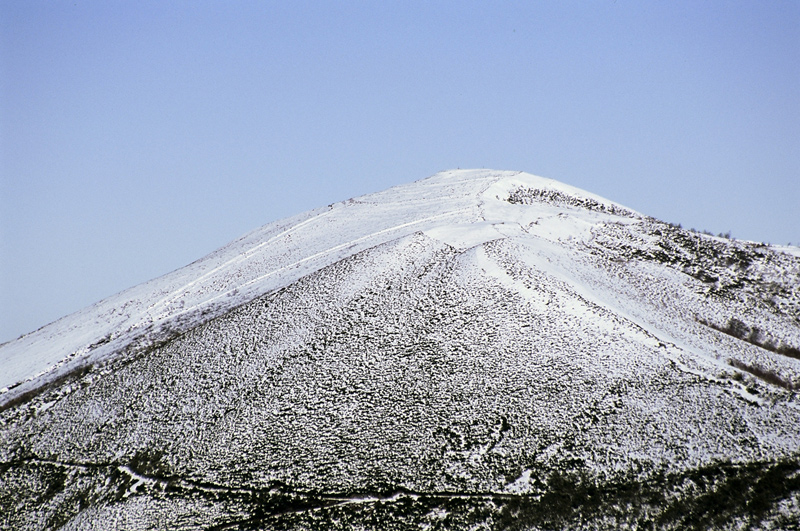
Vista del yacimiento del monte Curiechos, en La Carisa.

Recientemente, en el Picu L'Homón de Faro —junto al puerto de la Mesa— y el Campamento romano de La Carisa (situada unos 15 kilómetros más al este, en el concejo de Lena, dominando los valles del Huerna y Pajares), se han llevado a cabo excavaciones por un equipo de arqueólogos, que han encontrado fortificaciones cuya datación, según los datos proporcionados por el Carbono 14, es de entre finales del siglo VII y principios del VIII: En estos lugares han sido halladas atalayas y fosos de casi dos metros, en cuya construcción y vigilancia tuvieron que participar miles de soldados, lo que requería de un alto grado de organización y de un liderazgo firme,  ya anterior al propio Pelayo pero aún activos para la llegada de los musulmanes. Por tal motivo, los especialistas consideran que es muy probable que la construcción de dicha línea defensiva tuviera como objetivo impedir la entrada de los musulmanes en Asturias a través de los puertos de la Mesa y Pajares.
Tras la victoria de Don Pelayo en la batalla de Covadonga (722) sobre los musulmanes, se establece una pequeña entidad territorial en las montañas asturianas que dará lugar más tarde al Reino de Asturias (o Reino de los Astures, si bien en ese momento temprano aún tendría un carácter más de caudillaje, como tradicionalmente venían existiendo en el territorio astur). El liderazgo de Pelayo no era comparable al de los reyes visigodos: de hecho los primeros reyes de Asturias se autotitulaban alternativamente princeps ‘príncipe’ y rex ‘rey’ y no es hasta la época de Alfonso II cuando este último título se consolida definitivamente. En este sentido el título de princeps tenía una gran tradición en los pueblos indígenas del norte de España y su uso se constata en la epigrafía galaica, astur y cantábrica, en la que aparecen expresiones como princeps albionum (en una inscripción hallada en el concejo de Coaña) y princeps Cantabrorum (sobre una lápida vadiniense del municipio de Cistierna, en León). En realidad, el reino de Asturias surgió como un caudillaje sobre los pueblos de la Cornisa Cantábrica que habían resistido tanto a los romanos como a los visigodos y que no estaban dispuestos a someterse a los dictados del Imperio Omeya. La influencia de los inmigrantes provenientes del sur, huidos de al-Ándalus, irá impregnando de goticismo al reino asturiano. Sin embargo, todavía a principios del siglo IX en el testamento de Alfonso II se renegaba de los visigodos culpándoles de la pérdida de Hispania. La crónicas en las que se basa el conocimiento de la época, escritas todas en tiempos de Alfonso III cuando la influencia ideológica goticista era ya importante, son la Sebastianense, Albeldense y Rotense.

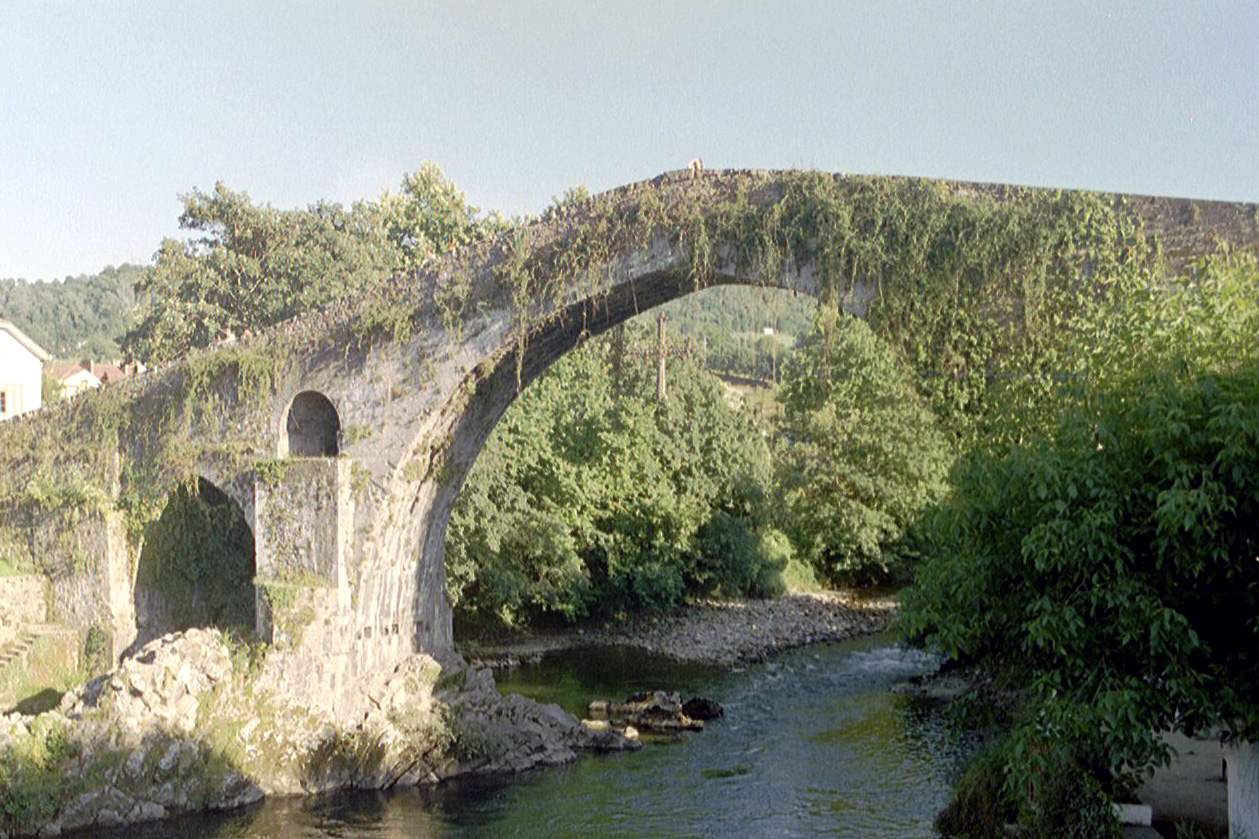
Puente medieval de Cangas de Onís, primera capital del Reino de Asturias.

Durante las primeras décadas el control asturiano sobre las diferentes regiones del reino era aún bastante laxo, y por ello debía ser fortalecido continuamente a través de alianzas matrimoniales con otras familias poderosas del norte de la península ibérica: De este modo, Ermesinda, la hija de Pelayo, contrajo matrimonio con Alfonso, hijo de Pedro de Cantabria. Y los hijos de Alfonso, Fruela y Adosinda hicieron respectivamente lo propio con Munia, una vasca originaria de Álava, y Silo, un jefe local pésico del área de Flavionavia (Pravia).
Tras la muerte de Pelayo en el año 737, su hijo Favila o Fáfila es elegido monarca. A Fáfila, según las crónicas, lo mata un oso en una de las pruebas de valor normalmente exigidas a la nobleza astur de la época.

### Expansión inicial

El reino de Asturias hacia el año 750.

A Favila le sucede Alfonso I, que heredó el trono de Asturias gracias a su matrimonio con la hija de Pelayo, Ermesinda. La crónica Albeldense narra como Alfonso llegó al reino en algún momento posterior a la batalla de Covadonga para contraer matrimonio con Ermesinda. La muerte de Favila posibilitó su acceso al trono así como la llegada al poder de la que llegaría a ser una de las familias más poderosas del Reino de Asturias. Si bien en un principio únicamente Alfonso se desplazó a la corte de Cangas, lo cierto es que, tras la progresiva despoblación de la Meseta y del Valle Medio del Ebro, donde se situaban las principales plazas fuertes del Ducado de Cantabria como Amaya, Tricio o la ciudad de Cantabria, los descendientes del duque Pedro de Cantabria se retiraron desde tierras riojanas hacia el área cantábrica y allí llegaron con el tiempo a hacerse con los destinos del Reino de Asturias.
Será Alfonso el que inicie la expansión territorial del pequeño reino cristiano desde su primer solar de los Picos de Europa avanzando hacia el oeste hasta Galicia y hacia el sur con continuas incursiones en el valle del Duero tomando ciudades y pueblos y llevando a sus habitantes hacia las zonas más seguras del norte. Esto provocará el despoblamiento estratégico de la meseta creando el Desierto del Duero como protección contra futuros ataques musulmanes.
Este despoblamiento, defendido por Claudio Sánchez-Albornoz, es puesto en duda hoy en día, por lo menos en lo que se refiere a su magnitud. Las principales ideas para refutarlo son por un lado la conservación de la toponimia menor en múltiples comarcas así como el hecho de que aún hoy en día existan grandes diferencias, tanto desde el punto de vista de la antropología biológica como desde la cultural, entre los habitantes de la zona cantábrica y los de la Meseta Central. Lo que sí es cierto es que en la primera mitad del siglo VIII tuvo lugar en el valle del Duero un proceso de ruralización que trajo consigo el abandono de la vida urbana y la organización de la población en pequeñas comunidades de pastores. Como causas de dicho proceso pueden citarse las siguientes: La quiebra definitiva del sistema de producción esclavista existente desde tiempos del Bajo Imperio, la propagación continuada de grandes epidemias en la zona, y por último el abandono de Al Ándalus por parte de las guarniciones bereberes tras la revuelta de los años 740 y 741. Todo ello posibilitó el surgimiento de un espacio poco poblado y sin organizar que aisló al reino asturiano de las acometidas musulmanas y le permitió afianzarse progresivamente.
Por lo demás, las campañas de los reyes Alfonso I y Fruela en valle del Duero no debían ser muy diferentes a las razias que los astures realizaban por la misma zona en época prerromana. Inicialmente la expansión asturiana se lleva a cabo fundamentalmente a través del territorio cantábrico (desde Galicia hasta Vizcaya) y será necesario esperar hasta los reinados de Ordoño I y Alfonso III para que el Reino de Asturias tome posesión efectiva de los territorios situados al sur de la Cordillera.

### Transformaciones sociales y políticas

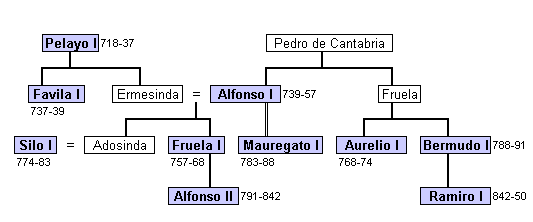
Genealogía de los reyes electivos de Asturias (en azul claro).

Las fuentes escritas son muy concisas en lo referido a los reinados de Aurelio, Silo, Mauregato y Bermudo I. Generalmente este período, con una duración de veintitrés años (768–791), ha sido considerado como una larga etapa de oscuridad y repliegue del reino de Asturias. Esta visión sostenida por algunos historiadores, que incluso denominaron a esta fase de la historia del reino asturiano como la de los Reyes holgazanes, ha sido debida a que en ese momento parece que no se dieron importantes acciones bélicas contra al-Ándalus. Sin embargo, esas mismas fuentes escritas permiten decir que durante esos años se produjeron relevantes y decisivas transformaciones en lo relativo a las cuestiones internas del reino asturiano. Todas ellas prepararon y dieron una base, en todos los órdenes y aspectos, para el posterior afianzamiento y expansión de Asturias.
En primer lugar, fue en esos años cuando se constata la primera rebelión interna astur protagonizada por el propio Mauregato, que expulsó del trono a Alfonso II de Asturias. Con ella, se inició en Asturias una serie de rebeliones protagonizadas por ascendentes grupos aristocráticos palaciegos y de grandes propietarios que, en base al creciente desarrollo económico de la zona, trataban de desplazar del poder a la familia reinante de Don Pelayo. Las importantes rebeliones de Nepociano, Aldroito y Piniolo, durante el posterior reinado de Ramiro I, forman parte de este proceso de transformación económico, social, político y cultural del reino asturiano, sucedido entre los siglos VIII y IX.
En segundo término, en esa época fracasaron las sublevaciones periféricas de galaicos y vascones, que fueron abortadas por los reyes asturianos. Dichas revueltas, a su vez, se aprovecharon de las rebeliones internas de la zona central y oriental de Asturias; y en ciertas ocasiones, dieron su ayuda a unos u otros contendientes de la aristocracia asturiana: refugio de Alfonso II en tierras alavesas, tras su huida; el apoyo a la sublevación de Nepociano en algunas zonas asturianas o la unión de los galaicos a la causa de Ramiro I.
Por último, otros datos hablan de importantes transformaciones internas del reino asturiano en ese momento. Son las sublevaciones de los libertos (serbi, servilis orico y libertini, según las Crónicas) acaecidas durante el reinado de Aurelio. Las relaciones de propiedad entre dueño y esclavo poco a poco se fueron rompiendo. Este hecho, unido al progresivo papel del individuo y de la familia restringida en detrimento del papel que hasta ese momento había jugado la familia amplia, es un indicio más de que una nueva sociedad estaba surgiendo en la Asturias de finales del siglo VIII y comienzos del siglo IX.
A Fruela I le sucede Aurelio de Asturias, nieto de Pedro de Cantabria, que instalará la corte en terrenos de lo que actualmente es el concejo de San Martín del Rey Aurelio, antes perteneciente a Langreo, entre los años 768 y 774. Al morir este, le sucede Silo, que traslada la corte a Pravia. Silo estaba casado con Adosinda, una hija de Alfonso I (y por lo tanto, nieta de Pelayo). 
Al morir el rey Silo es elegido rey el joven Alfonso II (que más adelante, en 791, volvería a recuperar el trono), pero Mauregato, hijo bastardo del rey Alfonso I, organiza una fuerte oposición y consigue que el nuevo rey se retire a tierras alavesas (la madre de Alfonso II, Munia era vascona) adjudicándose el trono asturiano. Este rey, pese a la mala fama que la historia le adjudica, mantuvo buenas relaciones con Beato de Liébana, quizás la figura cultural más importante del reino, y le apoyó en su lucha contra el adopcionismo. La leyenda dice que este rey era hijo bastardo de Alfonso I con una mora, y le atribuye el tributo de las cien doncellas. Le sucede Bermudo I, hermano de Aurelio. Se le llama el diácono, aunque probablemente solo recibiera votos menores. Bermudo abdica tras una derrota militar, acabando su vida en un monasterio.

### Afianzamiento y expansión
Tras la abdicación de Bermudo I, Alfonso II el Casto volvió a Asturias y se proclama rey, acabándose el período de relativa paz con los musulmanes de periodos anteriores. Durante su reinado realiza expediciones de castigo hacia el sur, llegando tan lejos como hasta Lisboa en 798, y en 825 vence también a los musulmanes en el Nalón. Fija la capital del reino en Oviedo y repuebla Galicia y zonas septentrionales de Castilla y León. Fue un reinado expuesto a ataques continuos de los musulmanes. Aun así, se expande, y aparece el prerrománico asturiano, dando lugar a joyas de la arquitectura medieval europea. Alfonso II instaura el culto jacobeo, y es la primera figura en el Camino de Santiago, que vincula a Asturias con Europa (especialmente con el reino de Carlomagno), teniendo como enemigo común a un Sur de cultura oriental. La madre de Alfonso II, Munia era alavesa, con lo que ya se ve la vocación de atraer al reino asturiano a los vecinos vascones. En la batalla de Lutos (llodos en asturiano, ciénagas en castellano), se inflige una dura derrota a los árabes y bereberes que querían acabar con la creciente amenaza que suponía el ya reino. En 808, manda forjar la Cruz de los Ángeles. Este rey encarga al arquitecto Tioda las construcciones de varios edificios de carácter regio y religioso para embellecer Oviedo, de los cuales por desgracia pocos han sobrevivido, al edificarse encima en reinados posteriores.

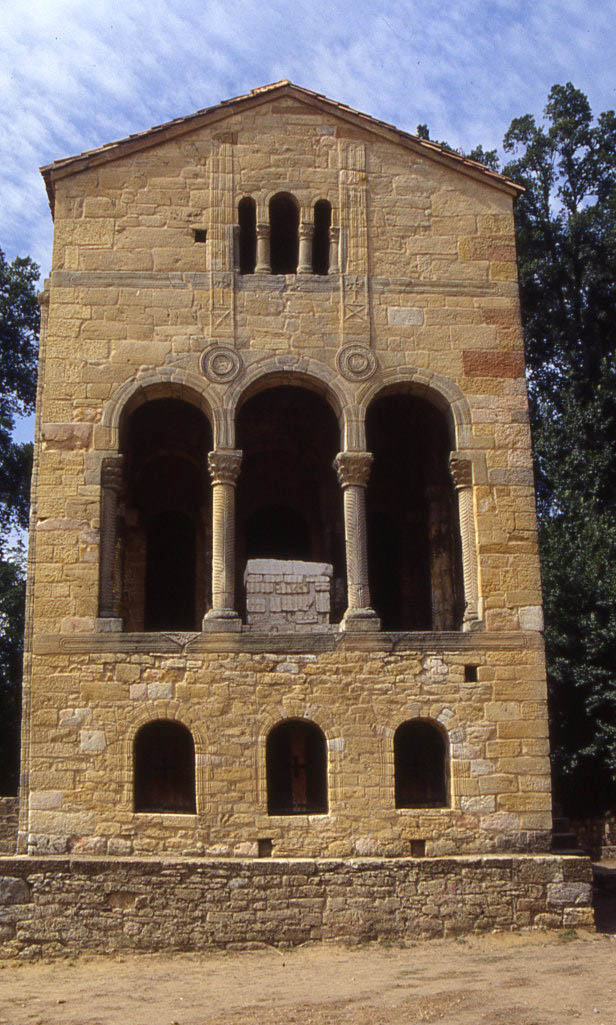
Palacio de Santa María del Naranco, joya del arte ramirense.

Los siguientes reyes, Ramiro I (hijo de Bermudo que se proclama rey tras una guerra civil) y Ordoño I, viven en un periodo de guerra continua contra los musulmanes. En tiempos de Ramiro I, se desarrolla el arte ramirense, el apogeo del prerrománico asturiano. Este rey libra la batalla de Clavijo, en la que, según la leyenda, el apóstol Santiago a lomos de un caballo blanco ayuda al ejército asturiano contra las tropas islámicas. En el año 844, una flota normanda aparecía frente a la costa de Gijón. No se sabe con certeza si desembarcaron allí, pero no fueron detenidos ya que prosiguieron hasta el lugar que las crónicas llamaban Faro de Brigantio (La Coruña), donde fueron rechazados, prosiguiendo la incursión según las crónicas hacia España (las crónicas asturianas llamaban España a al-Ándalus).
Ordoño repuebla Astorga, León, Tuy y Amaya. Establece relaciones estrechas con el Reino de Pamplona, ayudando posiblemente a la liberación del rey García Íñiguez secuestrado por los normandos. Dentro del proceso de vinculación con el valle del Ebro, establece alianzas con los Banu Qasi de Zaragoza, a los que también combate en ocasiones en sucesivas variaciones de alianzas. Ordoño también trata de ayudar, sin éxito, a los mozárabes toledanos en rebelión contra el emir cordobés. A su muerte, le sucede su hijo Alfonso III.

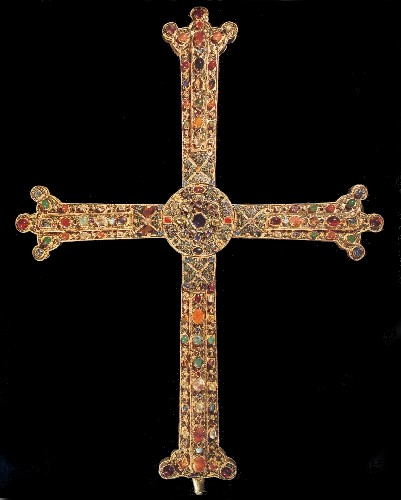
Imagen de la cara anterior de la Cruz de la Victoria.

### Apogeo y final
Alfonso III marca el momento cumbre de poderío del reino de Asturias. Establece relaciones muy estrechas con el Reino de Pamplona, lucha y se alía repetidas veces con los Banu Qasi de Zaragoza y lucha al lado de los mozárabes de Toledo en su lucha contra el poder emiral.
En el año 908, un siglo después de que Alfonso II lo hiciera con la cruz de los Ángeles, manda forjar la Cruz de la Victoria, símbolo desde entonces de Asturias. Alfonso se casa con Jimena, noble navarra, posiblemente hija de García Iñíguez. Con el apoyo de los nobles gallegos, como Hermenegildo Gutiérrez, conquista el norte del actual Portugal. También se avanza por el Duero, conquistándose Zamora y Burgos. En el momento de apogeo, el reino asturiano ocupa todo el noroeste peninsular, desde Oporto hasta Álava. 
García I, hijo de Alfonso III el Magno, después de su lucha contra su padre y sus hermanos Ordoño II y Fruela II, traslada la capital del reino a León, con lo que se crea un nuevo reino que aglutinará al asturiano, el Reino de León.

## Articulación territorial del Reino de Asturias

### Zona nuclear del reino: las Asturias y Liébana

En amarillo, la extensión aproximada de los reinos de Asturias y Navarra a la muerte de Alfonso III.

El nuevo reino de León en el año 910.

Las dos Asturias (Asturias de Oviedo y Asturias de Santillana) y la comarca cántabra de Liébana constituyeron el solar donde se forjó el primer estado cristiano de la Reconquista. En territorio asturiano se sitúan las cuatro capitales que sucesivamente tuvo el reino (Cangas de Onís, Pravia, San Martín del Rey Aurelio y Oviedo) así como las principales muestras del arte prerrománico asturiano.
La Crónica Rotense, al mencionar las campañas de Alfonso I, dice que «en este tiempo se poblaron las Asturias, Primorias, Liébana, Trasmiera, Sopuerta, Carranza, Bardulia, que ahora llaman Castilla y la parte marítima de Galicia». Se describen en esta cita las diferentes entidades regionales y comarcales existentes en territorio cantábrico.
En principio, el reino original de Pelayo comprendía, al menos, los territorios de la actual Asturias central y oriental, como se desprende de las narraciones de la crónica Albeldense, y de la Crónica Rotense, que sitúan el relato de los orígenes del reino entre la ciuitate Gegione y Covadonga, con Brece, en Piloña, de por medio. Este ámbito territorial es el denominado como patria Asturiensium en la Crónica Sebastianense.
Sin embargo, los sucesores de Pelayo fueron progresivamente extendiendo sus dominios, engullendo territorios como Trasmiera o El Bierzo que, no obstante, conservaron su autonomía bajo la forma de ducados o condados regidos por comtes vinculados a la aristocracia local, como Rodrigo de Castilla o Gatón del Bierzo.
Al este del río Miera se situaban las comarcas de Trasmiera, Sopuerta y Carranza. Estos dos últimos territorios fueron anexionados a Vizcaya (1285) y posteriormente al País Vasco (1979), pero aún hoy siguen conservando buena parte de su cultura montañesa original: El habla tradicional de Encartaciones forma parte de la familia lingüística asturleonesa y la mitología tradicional encartada incluye referencias a criaturas como el Ojáncanu o el Trenti que tan familiares son en el folclore de La Montaña de Cantabria.

### Desierto del Duero, la ciudad de León y el antiguo Ducado asturiense
Tras la conquista islámica de España, el territorio de la Submeseta norte comenzó a experimentar un proceso de despoblamiento que se vio agudizado por la rebelión bereber de los años 740 y 741 y por la sequía que afectó a dicha área durante las décadas centrales del siglo VIII. El resultado es que la Cuenca del Duero se convirtió en un territorio de nadie.
Ha habido cierta discusión en la historiografía española en torno a la naturaleza e intensidad del despoblamiento del Valle del Duero. Algunos autores, como Sánchez Albornoz, afirmaban que dicha despoblación fue total, y más aún, fue buscada por los reyes asturianos para de esta manera aislarse estratégicamente del emirato de Córdoba y dificultar la entrada de las aceifas musulmanas en Asturias. Otros autores, como Abilio Barbero y Marcelo Vigil, consideraron que, antes que una despoblación, lo que se produjo fue una desorganización política y económica del territorio que, lejos de haber comenzado en el siglo VIII, hunde sus raíces en la crisis del latifundismo tardorromano y del sistema esclavista. Además, etnólogos como Julio Caro Baroja han llamado la atención sobre el hecho de que hay enormes diferencias entre las culturas cantábricas (gallega, asturiana...) y las de la Meseta (como la leonesa o la castellana).
La zona occidental de la Submeseta Norte, aquella que corresponde a los valles del Esla, el Órbigo y el Sil, estaba poblada en tiempos prerromanos por tribus de lengua céltica como los astures o los vacceos. Con la conquista romana, dichos territorios fueron incorporados al Conventus Asturiensis, que tras la división provincial de Caracalla fue adjudicado a la provincia de Gallaecia. En el periodo visigodo, el área pasó a formar parte del Ducado de Asturia (o Ducado Asturiense), cuyas principales ciudades eran Astorga (Asturica Augusta, capital de los astures cismontanos) y León (Legio VII, fundada por los romanos tras las guerras cántabras).
Desde la segunda mitad del siglo VIII estas regiones pasaron a ser progresivamente absorbidas por el Reino de Asturias. Sin embargo, dicha absorción se realizó de diferentes maneras, dependiendo del territorio. Así, de un lado, parece que las regiones de la montaña leonesa, el Bierzo y la Maragatería nunca llegaron a despoblarse del todo y conservaron toda su personalidad étnica: De este modo, es muy probable que los territorios de Valdeón, Laciana y Babia pertenecieran a la monarquía asturiana desde tiempos de Pelayo. Asimismo, se constata la existencia de un condado del Bierzo desde tiempos del rey Alfonso II, y es muy probable que sea bastante anterior al reinado de este monarca. Por otro lado, los estudios etnográficos que se han realizado sobre el pueblo maragato, revelan un posible origen astur, que fue expresado de una manera bastante poética por el folklorista asturiano Constantino Cabal. En todas estas comarcas, se han preservado hasta la actualidad modalidades lingüísticas asturleonesas y rasgos culturales que son muy próximos a los asturianos. Por el contrario, la colonización del Páramo Leonés, Coyanza y Tierra de Campos tuvo un fuerte componente mozárabe: Por todas estas comarcas abundan formas toponímicas correspondientes a dicha lengua, en las que predominan los sufijos -el y -iel, en lugar del asturleonés -iellu.
En cualquier caso, lo cierto es que la ciudad de León se convirtió en el principal bastión asturiano en la Meseta Central, llegando, ya en vida de Alfonso III, a convertirse en sede regia. Otro hito más en el avance cristiano hacia el Sur lo constituyó la fortificación y repoblación de Zamora, verdadera guardiana del río Duero y que por su importancia llegó a ser calificada por algunos historiadores árabes como la "capital de los gallegos". (la traducción al castellano es imprecisa, pues "bilād al-Jalāliqa" es "tierra de las gentes de Yilliqiyya (gallaecia), y no de Galisiyya (Gallecia, la verdadera Galicia)). La expansión leonesa se articularía durante los siglos siguientes en torno a la antigua calzada romana que unía Asturica con Emerita Augusta, que daría lugar con posterioridad a la Vía de la Plata.

### Marcas occidentales: Galicia y el Condado portucalense
La vinculación entre el norte de Galicia y Asturias se constata ya en el Parroquial Suevo, documento del siglo VI donde se habla de la sede obispal de Britonia, que se extendía por territorios de la provincia de Lugo y de Asturias, si bien la frontera astur-galaica estaba delimitada al menos desde tiempos visigodos (y era conocida por los árabes) en el río Ovem.
En el transcurso de la conquista musulmana los musulmanes conquistaron Tuy, y establecieron allí un señorío que tenía por base el valle bajo del Río Miño. La rebelión bereber de los años 740 y 741 trajo como consecuencia el abandono por parte de las guarniciones bereberes de todas sus posiciones al norte de la Sierra de Gredos. De este modo el sur de Galicia se vio libre del dominio musulmán, aunque sufrió un proceso de despoblación similar al del Valle del Duero que llevó al abandono de todo tipo de vida urbana.[cita requerida]
Por el contrario, el norte de Galicia fue incorporado al naciente reino asturiano por el rey Alfonso I, que instaló en la ciudad de Lugo al obispo Odoario. La débil posición asturiana tuvo que ser consolidada por su sucesor, Fruela I, que aplastó una insurrección de los gallegos y derrotó en Pontuvia una expedición de castigo enviada por el emir de Córdoba Abderramán I. Décadas después, otra insurrección de los gallegos fue derrotada por el rey Silo en la batalla de Montecubeiro, cerca de Castroverde.
En cualquier caso, el descubrimiento en tiempos del rey Alfonso II del sepulcro del apóstol Santiago y el surgimiento del Camino que lleva su nombre aseguraron la integración espiritual de Galicia en el Reino de Asturias y posteriormente en los de León y Castilla.
La expansión hacia el Sur fue iniciada por Ordoño I, que repobló Tuy. En décadas posteriores Vímara Pérez, vasallo de Alfonso III, llegó hasta Oporto (tomada en 868) sentando las bases del Condado Portucalense que más tarde daría lugar a Portugal.

### Frontera oriental: Ducado de Cantabria, condado de Castilla y el alto valle del Ebro
Las zonas más orientales de la Submeseta norte estaban pobladas a finales del siglo VIII por pequeñas comunidades rurales de muy diversos orígenes étnicos. La población indígena era descendiente de las diferentes tribus que poblaban el lugar en tiempos prerromanos, como los várdulos, vacceos, los turmogos y los celtíberos, y se dedicaba fundamentalmente a labores de pastoreo. Sobre esta población originaria se fue asentando una oleada migratoria procedente del área cántabro-pirenaica, que venía integrada fundamentalmente por clanes pertenecientes a dos pueblos diferentes: Los cántabros y los vascones.
La expansión más temprana es la de los cántabros. La Cantabria descrita por los geógrafos romanos se extendía casi exclusivamente por territorios de la Cordillera, pero sin embargo ya a partir del siglo II y probablemente fruto de la sedentarización de este pueblo, comienza su expansión por tierras de la Meseta, testimoniada arqueológicamente por infinidad de lápidas vadinienses que registran un intenso movimiento migratorio de los habitantes de la zona de los Picos de Europa hacia la zona de Cistierna (León). Sin embargo, la colonización más intensa fue la que se llevó a cabo en el valle alto-medio del río Ebro, en las actuales provincias de Burgos y La Rioja.
De este modo, de la lectura de la Crónica del Biclarense (siglo VI), donde se describen las campañas del rey visigodo en tierras de los cántabros, se deduce que la Cantabria visigoda no coincidía con la descrita por los geógrafos romanos, sino que se extendía por las tierras de La Rioja y la Ribera Navarra. Se la describe como una región ubicada junto al territorio de los vascones, y cuya capital era una urbe que portaba el mismo nombre, la ciudad de Cantabria, asentada un kilómetro al norte de la actual ciudad de Logroño y cuyas ruinas son aún visibles. Dicha ciudad recibió las admoniciones de San Millán, que exhortó a sus habitantes a la conversión, si no querían ser aniquilados por las fuerzas del mal. Una advertencia que no fue escuchada por los lugareños, que al año siguiente verían sus hogares destruidos por las tropas del rey arriano Leovigildo. Más tarde, este lugar fue sede del Ducado de Cantabria, creado por Ervigio a finales del siglo VI y que tenía como objetivo pacificar a los cántabros y contener la expansión vasca. Se conoce el nombre de uno de sus duques, Pedro, que fue padre del rey asturiano Alfonso I y también algunas de sus instituciones, como el Senado de Cantabria, que tenía su sede en la ciudad homónima y que es citado por San Braulio en su obra Vida de San Millán.
Todavía en el siglo XI el obispo de Astorga, Sampiro, llama a Sancho III el Mayor de Pamplona Rex Cantabriensis, y ya en el reinado de García Sánchez III, a un noble navarro, Fortún Ochoa, aparece en la documentación como señor de Cameros, de la Val de Arnero y 'de Cantabria por ejercer la tenencia de estas plazas bajo el mandato del rey.
La expansión vasca tuvo lugar a principios de la Reconquista. La toponimia demuestra que la lengua éuskara fue hablada en buena parte de La Rioja y de Burgos y en las Glosas Emilianenses se conservan algunas frases en vasco que fueron anotadas probablemente por monjes hablantes nativos de esta lengua. De hecho, la lengua castellana ha heredado de la vasca su sistema fonológico y buena parte de su antroponimia (García, Sancho, Jimeno) e incluso en el poema del Mio Cid y en las obras de Gonzalo de Berceo algunos de sus personajes emplean expresiones vascuences.
En cualquier caso, la zona comenzó a caer bajo la órbita de los reyes de Asturias a partir de Ordoño I y Alfonso III, que con ayuda de sus vasallos Rodrigo y después su hijo Diego Rodríguez Porcelos repoblaron la Peña de Amaya y fundaron la ciudad de Burgos.

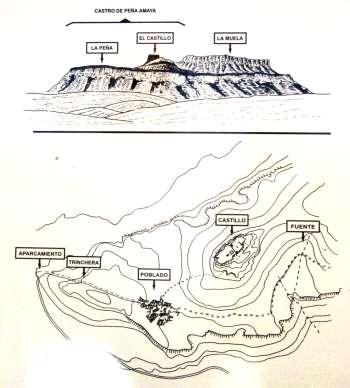
Plano arqueológico de Peña Amaya. El pueblo y el castillo son de origen medieval, y en ellos pasó probablemente largas temporadas Rodrigo, el primer Conde de Castilla.

Los primeros avances significativos desde la Cordillera Cantábrica hacia la Meseta fueron protagonizados por los foramontanos, nombre con el que se designa a los colonos que abandonaban los territorios montañosos del Norte y se dirigían hacia el Sur a colonizar el llano: Unas veces la colonización se llevaba a cabo por iniciativa de la pequeña nobleza y los monasterios, y en otras ocasiones eran amplios grupos de parentela los que migraban a la Meseta, en un movimiento no muy diferente al que los vadinienses realizaron en los primeros siglos de nuestra era. Durante el reinado de Alfonso II fueron ocupadas la zona de Campoo, el territorio de las fuentes del Ebro así como las zonas más septentrionales de la Cuenca del Duero. Era este un territorio difícil de colonizar, puesto que el flanco oriental del reino era con diferencia el más desprotegido: Las aceifas que se dirigían a Galicia y León habían de atravesar el Desierto del Duero, un lugar poco propicio para el aprovisionamiento de las tropas, y por ello sus bases se situaban en Toledo, Coria, Talamanca y Coímbra, poblaciones que se situaban a más de 400 kilómetros de sus objetivos. Sin embargo, la zona de la Rioja estaba relativamente poblada, se encontraba en manos de una poderosa familia de señores locales, los Banu Qasi, y estaba atravesada por una calzada romana que pasaba por Amaya y llegaba hasta Astorga. Esta misma carretera había sido utilizada por Leovigildo durante sus campañas contra los cántabros en el año 574 y por Muza, durante su extensa operación de conquista llevada a cabo en los años 712–714.
El rey Ramiro I realizó un intento de colonización y fortificación de la ciudad de León, aunque este intento fue desbaratado por una aceifa musulmana. Sin embargo, su sucesor, Ordoño, aprovechó el creciente poderío militar astur así como los problemas internos del Emirato para establecer y fortificar plazas estratégicas en la Cuenca del Duero. Rodrigo, primer conde de Castilla por Ordoño I repobló la Peña de Amaya, con lo que aseguró la presencia asturiana en la margen derecha del río Ebro.
Su sucesor, Diego Rodríguez Porcelos, procedió ya en tiempos de Alfonso III a una política aún más expansiva: Se fija la frontera oriental del condado en el río Arlanzón y los Montes de Oca. Se funda Burgos y se arrebatan a los musulmanes algunas de sus fortalezas fronterizas, como Pancorbo, que servían de base para las aceifas con las que los emires de Córdoba asolaban estas comarcas. Para proteger la frontera oriental del Reino de Asturias tuvieron que construirse multitud de castillos que pronto darían nombre a la región: Castilla.
En las décadas siguientes a la muerte de Diego Porcelos, otros nobles como Vela Jiménez, conde de Álava, o Munio Núñez, conde de Castilla, continuarán con el avance asturiano hacia el Sur, que alcanzará el valle del Duero a principios del siglo X. Se procederá a la ocupación de la ciudad de Osma y a la penetración hacia la zona de Sepúlveda. Todas estas tierras, pertenecientes al Valle alto del río Duero, estuvieron habitadas por los celtíberos y los arévacos, y en ellas se enclavaban poblaciones de abolengo como Numantia (destruida por las tropas de Escipión), y Uxama (Osma), que según todos los indicios siguió poblada aún después de la conquista islámica. La carta de Beato a Eterio, obispo de Osma, demuestra que a finales del siglo VIII dicha ciudad seguía conservando incluso su sede obispal. El filólogo español Rafael Lapesa, expone en su obra Las lenguas circunvecinas del castellano, su tesis de que el castellano hablado en Soria así como en la zona de Montes de Oca, tenía un sustrato mozárabe, lo que parecería dar argumentos a los que afirman que hubo una continuidad demográfica y cultural en determinadas zonas de la Cuenca de Duero.

### Territorios de los vascones
A principios de la era cristiana, los territorios de la depresión vasca estaban poblados fundamentalmente por tres pueblos diferentes: Los várdulos, los caristios y los autrigones. Algunos autores, como el lingüista Koldo Mitxelena, consideran que dichos pueblos hablaban una lengua antepasada del vasco actual.

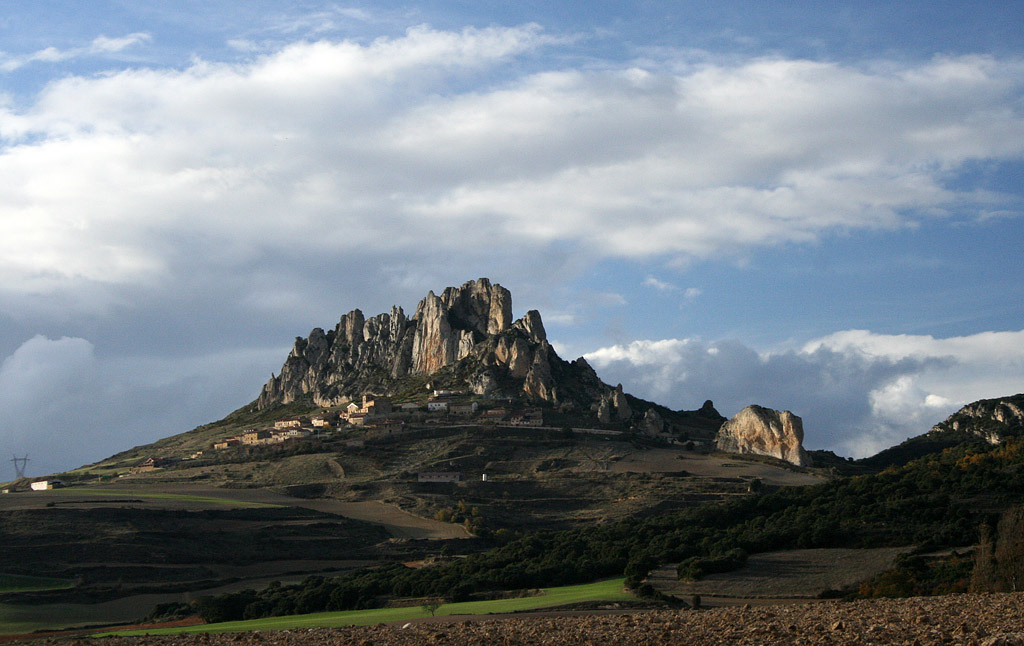
Vista de Cellorigo, donde se encontraba la fortaleza inexpugnable del conde de Álava, Vela Jiménez.

En cualquier caso, lo cierto es que la lengua vasca nunca sobrepasó el límite del río Nervión en la época de la Monarquía Asturiana. En ese momento, los vascones de los territorios más occidentales, cayeron en la órbita asturiana durante los reinados de los reyes Alfonso I y Fruela. El segundo casó con una alavesa, Munia, que le daría un hijo, el futuro rey Alfonso II. Durante el reinado de Mauregato, el joven príncipe Alfonso hubo de refugiarse con sus parientes maternos en la zona de Álava hasta que al fin, tras la muerte de Bermudo I, pudo acceder definitivamente al trono asturiano. La constitución del Condado de Álava se remonta a la rebelión del conde Eglyón contra el rey Alfonso III. Tras sofocar la rebelión, el monarca encomendó el gobierno de Álava a un noble leal a su causa, Rodrigo de Castilla, aunque nunca se intituló conde de Álava y su gobierno fue efímero pues en el 882 aparece Vela Jiménez en la documentación como conde de Álava. Tuvo este magnate una importancia fundamental en la repoblación y la fortificación de Castilla, especialmente en la defensa de Cellorigo en el año 882 contra las tropas de Al-Mundir de Córdoba. El Condado de Álava se extendía por parte de las actuales provincias de Álava y Vizcaya, llegando hasta el río Deva ya en Guipúzcoa.
El cronista vizcaíno Lope García de Salazar sitúa en sus obras Crónicas de Vizcaya (del año 1454) y Bienandanzas e fortunas (1471) el nacimiento del señorío de Vizcaya en esta época. Se menciona en ellas la existencia de un héroe fundador, Jaun Zuria, de tez blanca y cabellos rubios que creó el señorío tras su victoria sobre las tropas asturianas en la legendaria Batalla de Arrigorriaga (año 840). Sin embargo, la falta de documentación al respecto hace que todas estas cuestiones queden en un terreno especulativo: Lo único que constatan las crónicas contemporáneas es que Alfonso III hizo frente exitosamente a una rebelión de los vascones.

## Cultura y sociedad
El reino tenía una economía de subsistencia puramente agrícola y ganadera, eminentemente rural, con Oviedo como único núcleo urbano en la actual Asturias. Sin embargo, había una serie de ciudades importantes en las demás partes del reino, como Braga, Lugo, Astorga, León, Zamora. La sociedad, de tipo igualitario en un primer momento, se va feudalizando progresivamente, sobre todo con la llegada de población mozárabe de cultura visigoda. Paradójicamente, esta población va cristianizando el reino, que inicialmente se asentaba en una zona con muchos elementos culturales paganos (la iglesia de Santa Cruz, en Cangas de Onís, primer vestigio cristiano arquitectónico, se construye sobre un dolmen).
Pese a que tradicionalmente se consideró que la actividad cultural era muy escasa, el trabajo de Beato, el acróstico dedicado a Silo, las construcciones prerrománicas, etc., hacen que este punto de vista esté cambiando.
La organización territorial estaba ligada a comtes, que estaban al mando de las partes más alejadas, estando el núcleo inicial astur bajo mandato directo del rey. La estructura de la corte, el oficio palatino, era mucho más simple que el de los visigodos.
El reino de Asturias empleó la representación de la Cruz de la Victoria como símbolo protector en Iglesias y fundaciones públicas y también en construcciones militares, como la fortaleza de Alfonso III en Oviedo, constituyéndose así en emblema del reino.

Pero lo que aquí debemos subrayar es la frecuencia de las representaciones de la cruz con evidente valor emblemático, de manera idéntica a como se habría dispuesto más tarde un escudo de armas. Alfonso III el magno la hizo grabar en una lápida sobre la puerta de su palacio de Oviedo en el año 875. [..] La cruz procesional cumple también la función de enseña o guion del ejército real. El liber ordinum describe la partida a la guerra del rey de Asturias al frente de sus tropas: el diácono toma del altar la cruz áurea que encierra el Lignum crucis, la entrega al obispo, y éste al rey, quien la da al sacerdote que la llevará precediéndole.

## Arte asturiano

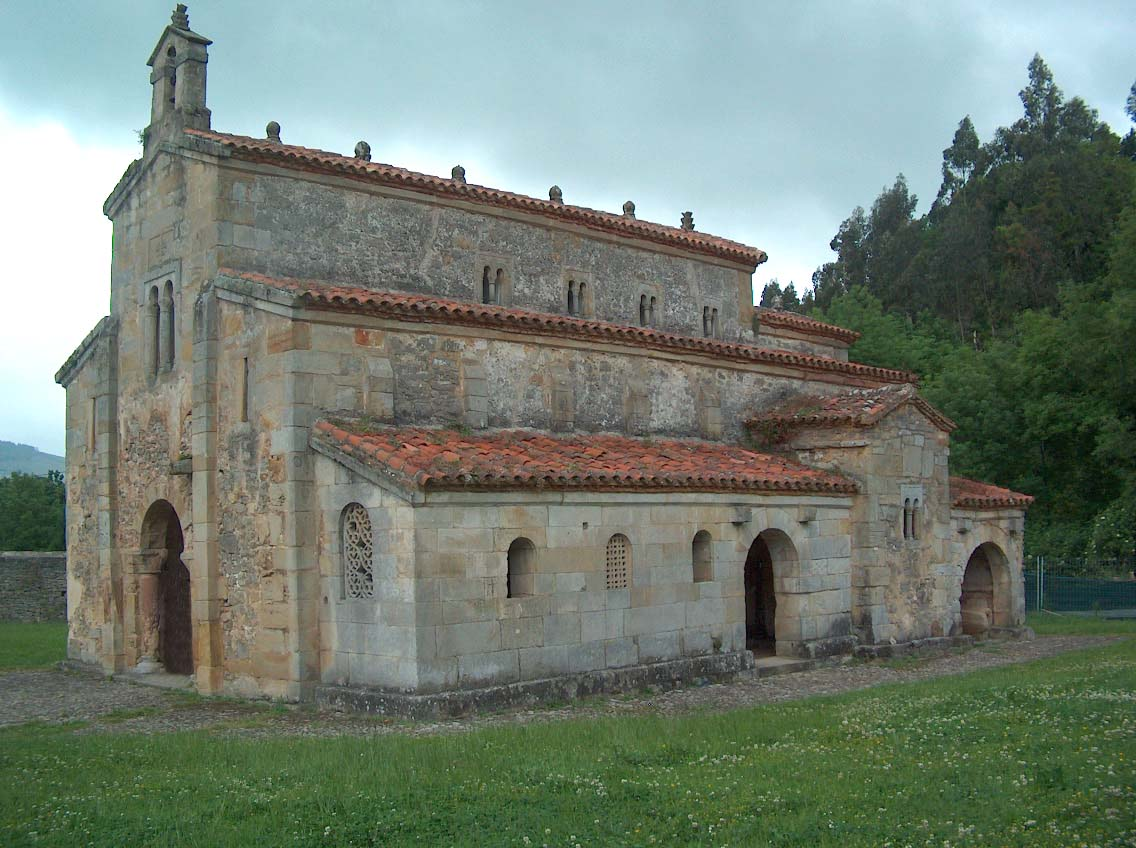
Imagen de San Salvador de Valdediós. La frondosa naturaleza y la lejanía del mundo de los hombres hacían de los valles asturianos un lugar ideal para el recogimiento, la oración, y el encuentro con lo divino. La proliferación de topónimos como Valdediós o Ribeira Sacra hace referencia a aquellos tiempos en que comarcas enteras fueron colonizadas por monasterios.

Los monumentos de arte prerrománico en Asturias son exponentes de la pequeña civilización que estaba forjándose en el área cantábrica. En este sentido, el arte asturiano es, junto con el catalán, uno de los dos principales exponentes del prerrománico en España. Si bien en este último las influencias lombardas son evidentes, en el arte prerrománico asturiano se deja sentir sobre todo el influjo carolingio.
Sin embargo, a pesar de que tradicionalmente se han venido subrayando los vínculos entre el estilo asturiano y el visigótico, algunos autores no dejan de señalar el hecho de que probablemente buena parte de sus características deriven del arte romano y paleocristiano del que existen algunos exponentes en territorio asturiano. También hay ciertas influencias autóctonas, puramente astures, y en este sentido en algunos monumentos prerrománicos, como San Miguel de Lillo, pueden observarse medallones en los que aparecen grabados motivos paganos como la hexapétala o la espiral solar, tan comunes en las estelas astures y que aún hoy se siguen empleando para decorar los hórreos asturianos.
El arte prerrománico asturiano puede estructurarse en los siguientes periodos: Prerramirense (mediados del siglo VIII–842), en el que se insertan tanto las iglesias construidas por el rey Silo en Pravia como los monumentos que construyó Alfonso II alrededor de su corte en Oviedo, entre los que destacaban la catedral prerrománica de San Salvador, que fue sustituida por la actual gótica (construida en el siglo XIV), el Palacio Real, que también fue derruido con posterioridad y del que tan solo se conservan la capilla palatina (actual Cámara Santa) y algunas arquetas que hoy en día están integradas en la iglesia de San Tirso; Ramirense, que recibe su nombre del rey Ramiro I, bajo cuyo reinado se construyeron los principales monumentos pertenecientes al arte asturiano, como Santa María del Naranco y San Miguel de Lillo; Postrramirense, que abarca todas aquellas construcciones realizadas durante los reinados de Ordoño II y Alfonso III el Magno, como San Salvador de Valdediós.
Junto con todos estos logros en materia arquitectónica, en el Reino de Asturias se desarrolló una orfebrería refinada cuyos exponentes más renombrados lo constituyen la Cruz de los Ángeles, la Cruz de la Victoria y la Caja de las Ágatas, muchos de los cuales se ha confirmado mediante las excavaciones arqueológicas que tal y como contaban "sus leyendas" fueron creadas en el Castillo de Gauzón, o al menos que en la época de elaboración de las citadas piezas existía en la fortaleza un taller orfebre con materiales similares.

## Religiosidad y espiritualidad en el Reino de Asturias

### Restos de paganismo celta y megalítico
| La Xana galana y fermosa coronada con perles d'orbayu, vestida con gales de mayu y calzada de fueyes de rosa Nel y Flor, Pin de Pría | Vini a to tierra pa val dosmil años qu'antes pasiara'nriba les estrelles y al topame na Ínsula 'nte 'straños Dalgunos hebo que siguín mios güelles. El Cuintu la Xana, Francisco González Prieto |

Aunque los primeros testimonios cristianos de Asturias datan del siglo V la verdadera progresión del cristianismo en Asturias solo tuvo lugar a partir de mediados del siglo VI, cuando toda una serie de anacoretas, como Santo Toribio de Liébana y otros monjes pertenecientes a la orden de San Fructuoso de Braga, se fueron asentando en territorios de la cordillera Cantábrica e iniciaron la predicación de la doctrina cristiana entre los lugareños.
La cristianización de Asturias avanzó de una manera muy lenta y puede decirse que jamás llegó a significar el olvido de las antiguas divinidades. Como en muchos otros lugares (aunque quizá aquí en mayor medida), pervivieron en las creencias populares coexistiendo sincréticamente con la nueva religión. En este sentido, San Martín de Braga reprendía de este modo en su obra De correctione rusticorum a los campesinos de la Gallaecia por su apego a los cultos paganos: «Muchos demonios de los expulsados del cielo presiden en el mar, en los ríos, en las fuentes o en las selvas y se hacen adorar de los ignorantes como dioses. A ellos hacen sacrificios: en el mar invocan a Neptuno; en los ríos, a las Lamias; en las fuentes, a las Ninfas; en las selvas, a las Dianas».

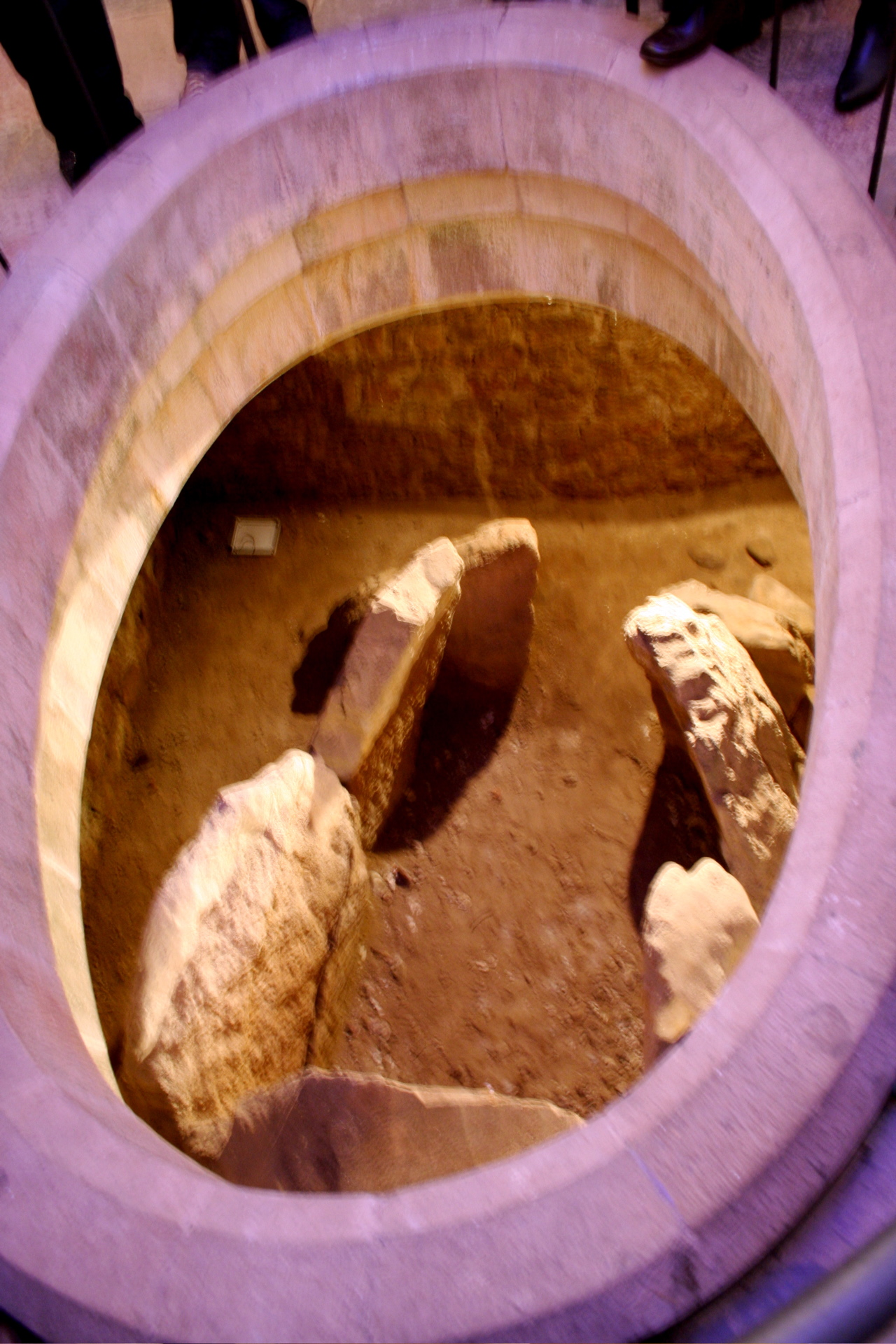
Imagen del dolmen de Santa Cruz, ancestral lugar de enterramiento de los caudillos de la Asturias Oriental.

El folclorista asturiano Constantino Cabal fue el que sostuvo por vez primera la existencia de parentesco etimológico, hoy generalmente aceptado por los filólogos, entre el vocablo latino diana, que menciona la cita de San Martín de Braga, y el asturiano xana, que designa a la conocida criatura de la mitología asturiana: ello podría indicar la existencia de una cierta continuidad entre la antigua religión astur y las creencias míticas presentes en la actualidad en las zonas rurales de Asturias. No en vano el arroyo que brota del santuario de Covadonga lleva aún hoy el nombre de la antigua diosa celta Deva, a cuyo culto estaba consagrado el lugar antes de su cristianización. Según otros autores, deva es una palabra céltica e indoeuropea que significa simplemente diosa, por lo que sería posible que tras esta denominación se escondieran otras divinidades femeninas como Navia o Briga. En todo caso, Deva era una advocación que, según la opinión de renombrados historiadores, etnólogos y filólogos, gozaba de gran predicamento en época precristiana, tal y como testimonian topónimos como La Isla de Deva (en Castrillón) o el pozo del Güeyu la Deva (Gijón). De la primera se dice aún hoy que vienen las niñas que nacen en el territorio de dicho concejo. Del Güeyu la Deva, que sus aguas rojas no son más que la sangre de los moros derrotados en la batalla de Covadonga. 

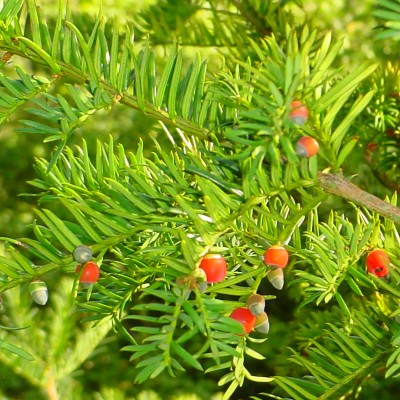
El tejo (texu) representa el vínculo de los asturianos paganos con la Tierra, los antepasados y la religión antigua.

En el valle medio del Sella, zona donde se asienta Cangas de Onís, existía un área dolménica que databa de época megalítica, probablemente del periodo 4000–2000 a. C. En ella, particularmente en el dolmen de Santa Cruz, se realizaban los enterramientos rituales de los jefes tribales de la comarca. Dicha práctica pervivió tras las conquistas romana y visigótica, y lo hizo hasta tal punto que todavía en el siglo VIII el rey Favila fue enterrado allí, en el mismo lugar donde reposaban los restos de caudillos ancestrales. Aunque la propia monarquía asturiana patrocinó la cristianización del lugar (ordenando la edificación de una iglesia), lo cierto es que aún hoy existen tradiciones paganizantes que afirman que el dolmen de Santa Cruz está poblado por xanas y que la tierra que se extrae de su suelo tiene propiedades curativas.
Según la lápida encontrada en la tumba de Favila, la iglesia fue consagrada en el año 738 por un personaje llamado Asterio, al que se califica de vate, palabra latina que quiere decir 'adivino, profeta', y que tiene cognados en las lenguas célticas, como el gaélico irlandés oaith, que designaba a aquellos bardos que realizaban profecías y adivinaciones (por ejemplo, el mago Suibhne, equivalente irlandés de Merlín). Esta terminología contrasta con la que encontramos en los textos cristianos más comunes, donde se suele designar a los sacerdotes con el término presbyterus (del griego Πρεσβυτερος, 'hermano mayor').
En tal sentido, no está de más recordar que la cristianización de Asturias se llevó a cabo por vías no demasiado ortodoxas: el Parroquial Suevo atribuía a la sede de los bretones las parroquias existentes en el territorio asturiano, por lo que es probable que las primitivas formas de cristianismo usuales en Asturias no difirieran demasiado de las existentes entre las iglesias celtas de las islas británicas, entre ellas la tonsura de sus monjes, que por sus reminiscencias paganas fue condenada por el IV Concilio de Toledo. Quedan hoy en día en Galicia numerosas leyendas pías relativas a religiosos que viajaron por mar hasta las costas del Paraíso, como por ejemplo San Amaro, Trezenzonio o Ero de Armenteira: leyendas que guardan enormes paralelismos con las historias de San Brandán el Navegante, San Maclovio de Gales o los imramma irlandeses. Por otro lado, lo cierto es que el paganismo influyó incluso en las prácticas de la Iglesia católica en Asturias: no era infrecuente que los sacerdotes participasen en los conjuros para impedir la llegada del Ñuberu a una determinada parroquia, y en la figura de los freros se conservan los últimos vestigios de la poesía mitológica en la Asturias tradicional.
El proceso de cristianización fue fomentado por los reyes de Asturias, que a diferencia de los monarcas de la Inglaterra pagana (como Penda de Mercia), de la Irlanda gaélica (Conn el de las Cien Batallas) o la Sajonia del siglo VIII (el duque Witikindo), no cimentaron su poder sobre las tradiciones religiosas indígenas sino que tomaron sus mitos fundacionales de los textos de las Sagradas Escrituras cristianas (particularmente del Apocalipsis, y de los libros proféticos de Ezequiel y Daniel) y de los textos de los Padres de la Iglesia, como veremos en la sección siguiente.

### Religiosidad cristiana: milenarismo y culto jacobeo
Y habrá señales en el sol, en la luna y en las estrellas; y en la tierra, angustia de las gentes, perplejas por el estruendo del mar y de las olas [...] y entonces veréis venir al Hijo del Hombre en una nube con gran poder y gloria.
Lc, 21:25–27

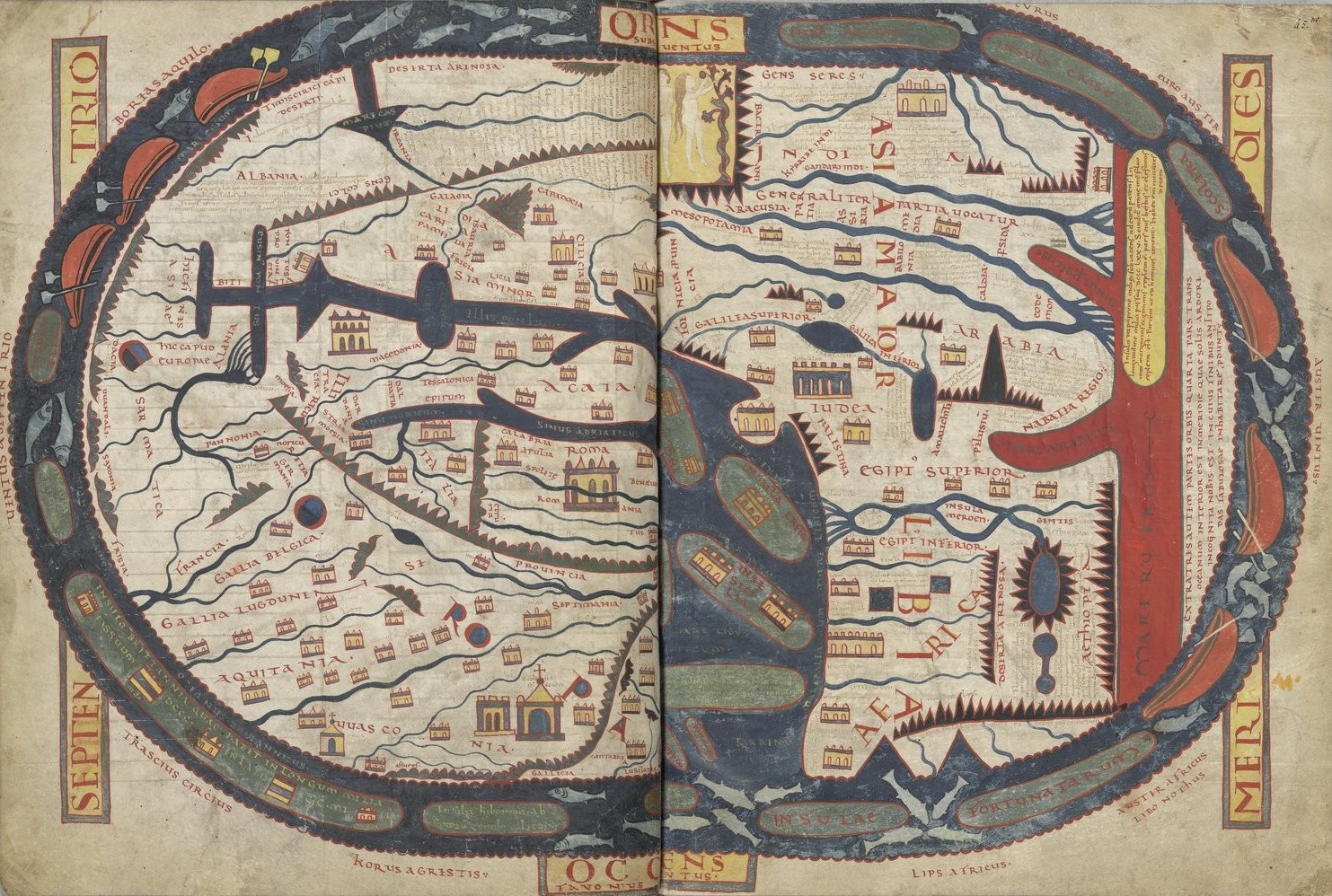
Mapa Mundi de Beato de Liébana. A diferencia de lo que sucede en la cartografía moderna, el mapa no se encara hacia el Norte sino hacia Oriente. Se dice por ello que está orientado (de ahí viene el término).

Durante los reinados de Silo y de Mauregato se sentaron las bases de la cultura del Reino de Asturias y de la España cristiana de la Alta Edad Media. En este periodo aparentemente anodino, en el que los reyes de Asturias se sometieron a los dictados de los emires cordobeses, vivió Beato de Liébana, que es probablemente la mayor figura intelectual del Reino de Asturias, y cuya obra dejó una huella imperecedera en la cultura cristiana de la Reconquista.
Beato se vio directamente involucrado en la querella adopcionista, en el seno de la cual combatió con fuerza a Elipando, obispo de Toledo. Los adopcionistas defendían que Jesucristo nació hombre y que solo tras su muerte y resurrección fue adoptado por el Padre y adquirió la cualidad divina. El adopcionismo tenía raíces en el arrianismo, que negaba la divinidad de Cristo, y en el paganismo grecorromano, donde existían algunos ejemplos de héroes como Hércules que después de su muerte alcanzaron la apoteosis. No han de descartarse asimismo influencias musulmanas en el surgimiento del adopcionismo, pues Elipando fue impuesto en su cargo por las autoridades musulmanas, cuya religión negaba la divinidad de Jesús, al que se consideraba profeta pero no Hijo de Dios. Sin embargo, la herejía adopcionista fue combatida por Beato desde su monasterio de Santo Toribio de Liébana, al par que defendió la independencia de la iglesia asturiana frente a la toledana y estrechó lazos con Roma y el Imperio Carolingio: En este sentido, Beato fue apoyado en su lucha contra la iglesia toledana por el Papa así como por Alcuino de York, estudioso anglosajón afincado en Aquisgrán con el cual cultivó una gran amistad.

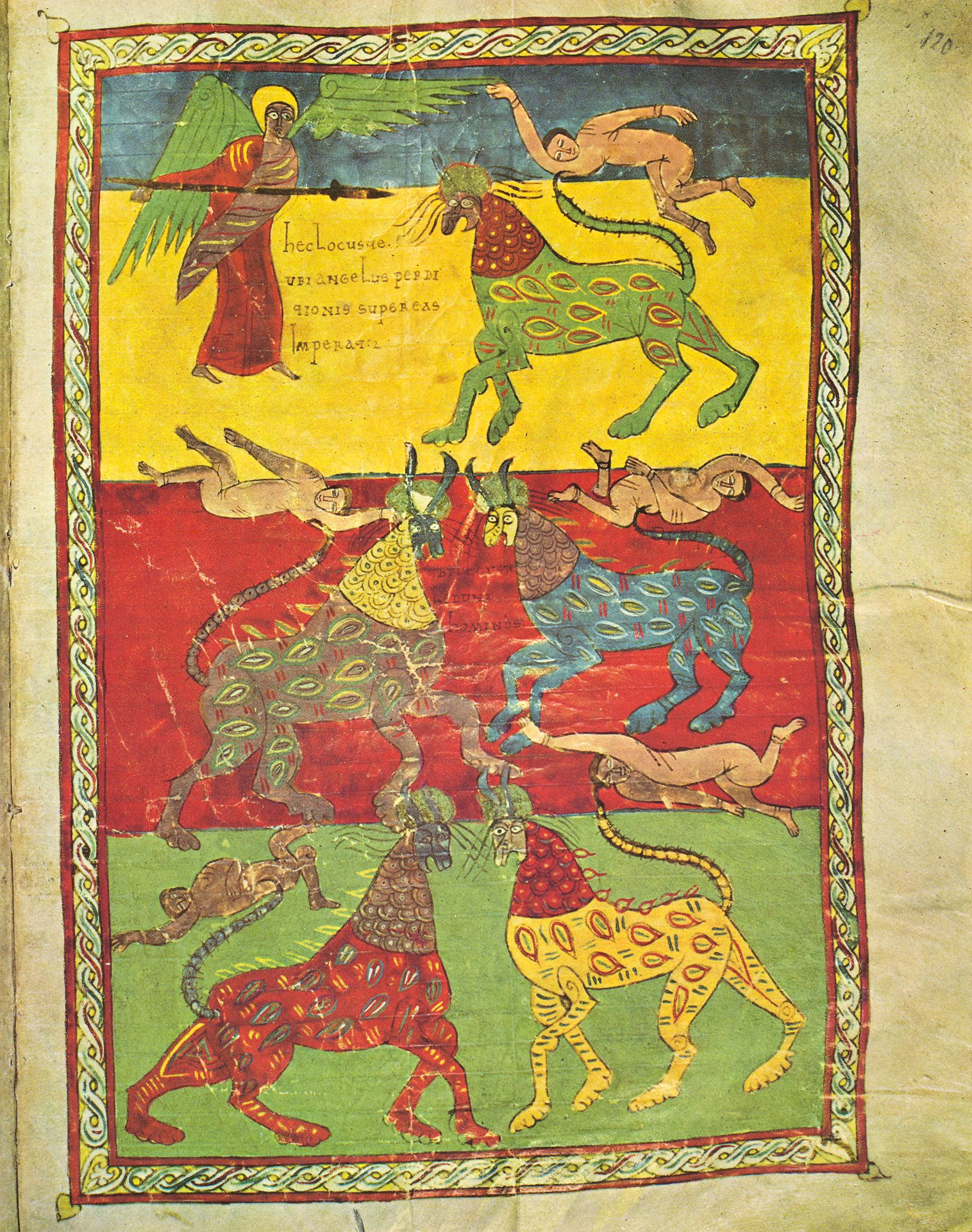
El Ángel de la Quinta Trompeta: «Y el quinto ángel tocó su trompeta, y vi estrellas caer del cielo hacia la tierra y a él le fueron entregadas las llaves del abismo» (Apocalipsis, 9.1).

La obra de mayor trascendencia creada por Beato fueron sus Comentarios al Apocalipsis, que fueron copiados en manuscritos en los siglos posteriores (denominados usualmente Beatos) y de los que el escritor italiano Umberto Eco ha llegado a decir: «Sus fastuosas imágenes han dado lugar al mayor acontecimiento iconográfico de la historia de la humanidad». Beato expone en ellos una interpretación personal del relato apocalíptico, a la que añade citas procedentes del Antiguo Testamento y de los Padres de la Iglesia, y todo ello acompañado por magistrales ilustraciones.

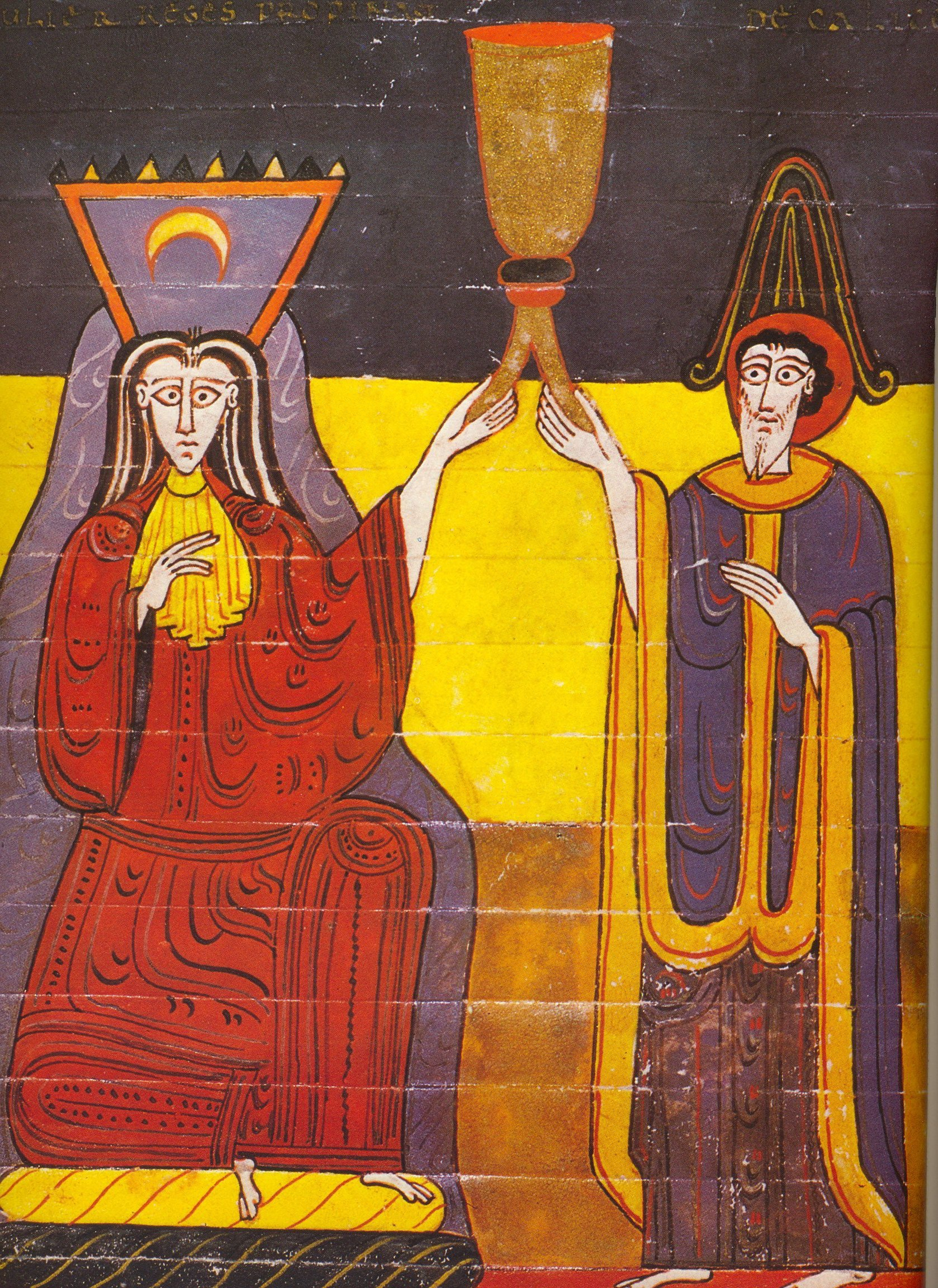
«La mujer estaba vestida de púrpura y escarlata, resplandecía de oro, piedras preciosas y perlas; llevaba en su mano una copa de oro llena de abominaciones, y también las impurezas de su prostitución, y en su frente un nombre escrito —un misterio—: "la Gran Babilonia, la madre de las rameras y de las abominaciones de la tierra"». (Apocalipsis, 17.4–5).

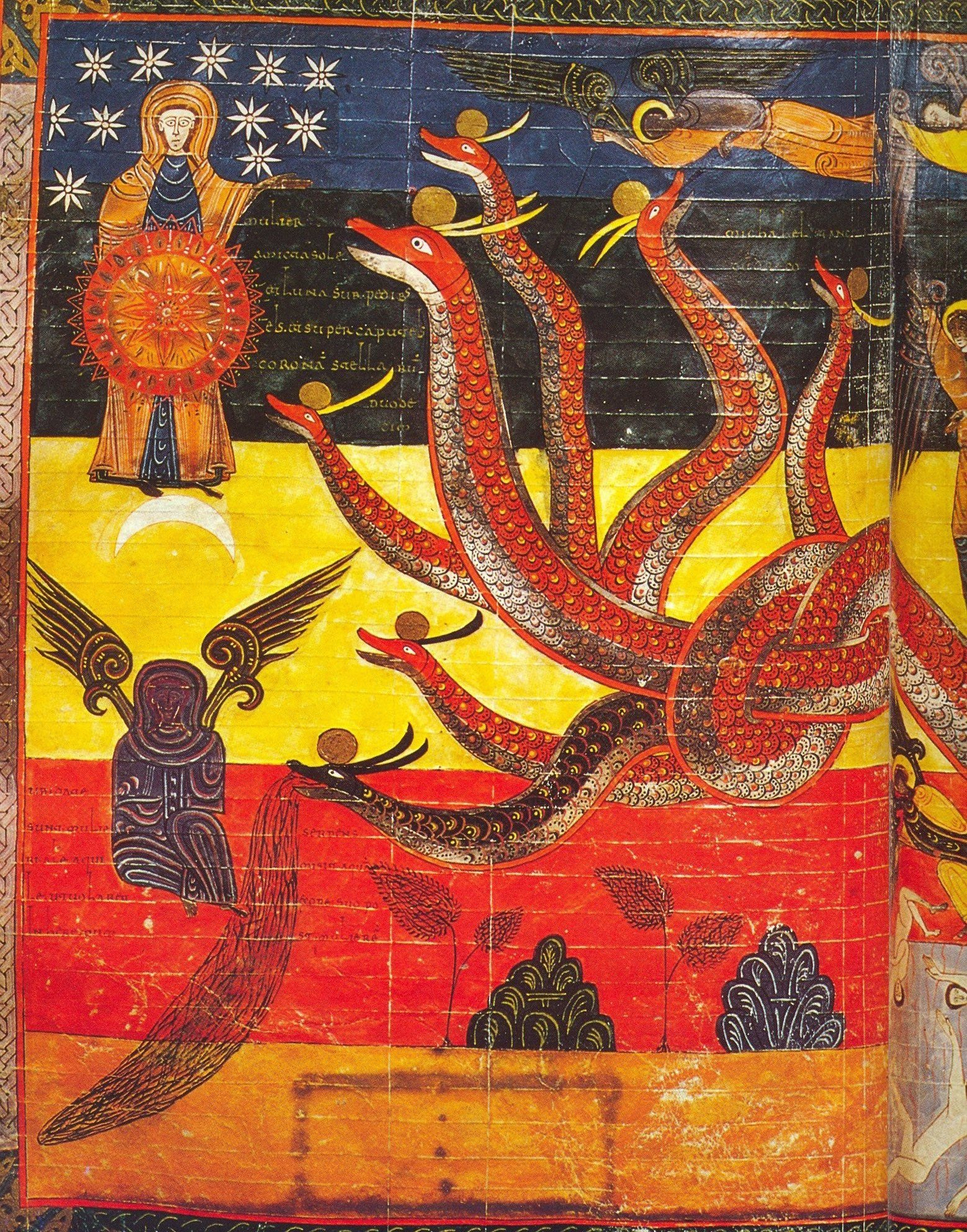
«Una gran señal apareció en el cielo: una Mujer, vestida del sol, con la luna bajo sus pies, y una corona de doce estrellas sobre su cabeza; está encinta, y grita con los dolores del parto y con el tormento de dar a luz. Y apareció otra señal en el cielo: un gran Dragón rojo, con siete cabezas y diez cuernos, y sobre sus cabezas siete diademas» (Apocalipsis, 12.1).

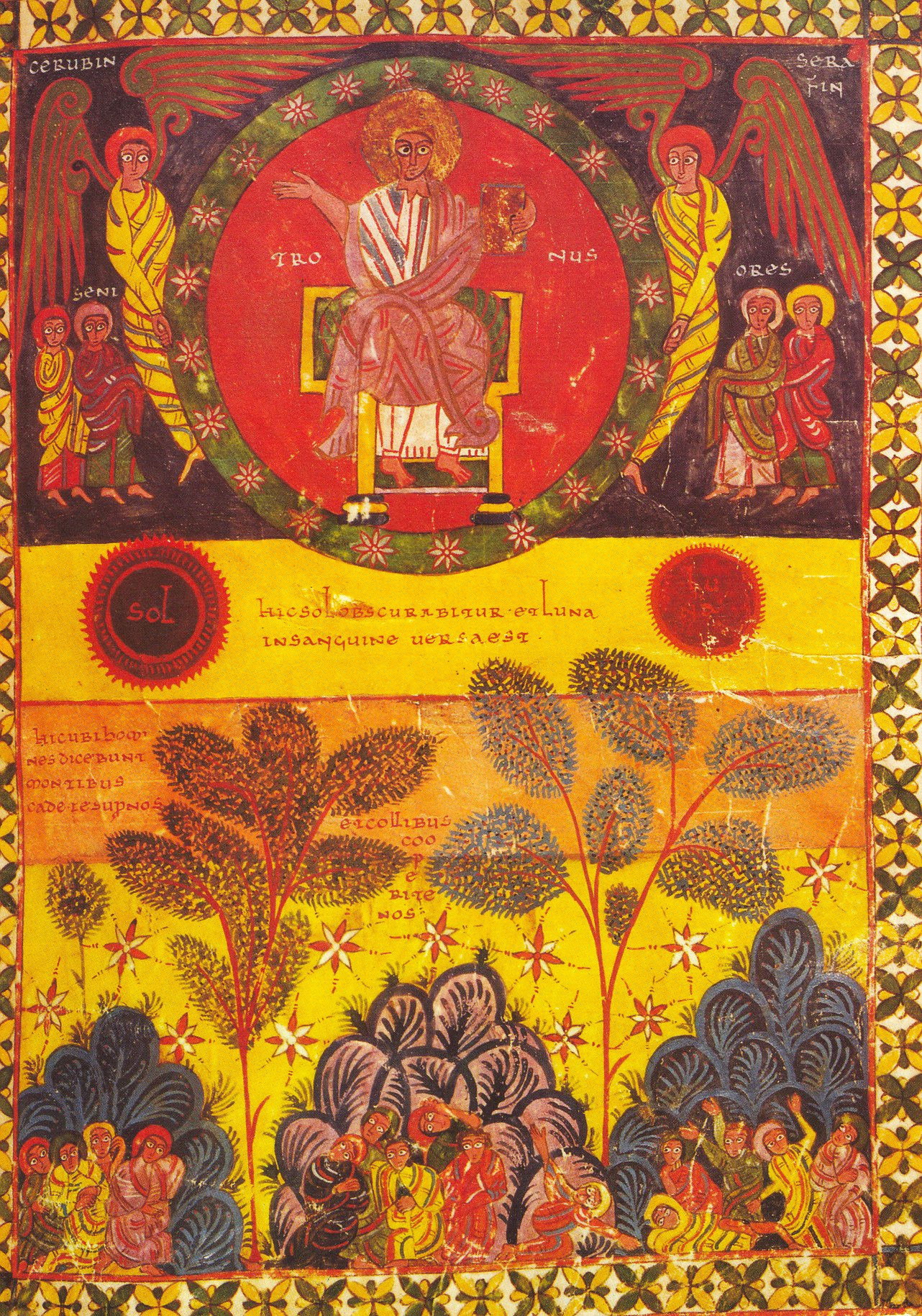
La apertura del Sexto Sello: «Y vi cómo se abría el sexto sello, y surgió un enorme terremoto, y el sol se volvió negro como la tela de cilicio, y la luna se volvió toda como de sangre» (Apocalipsis, 6,12).

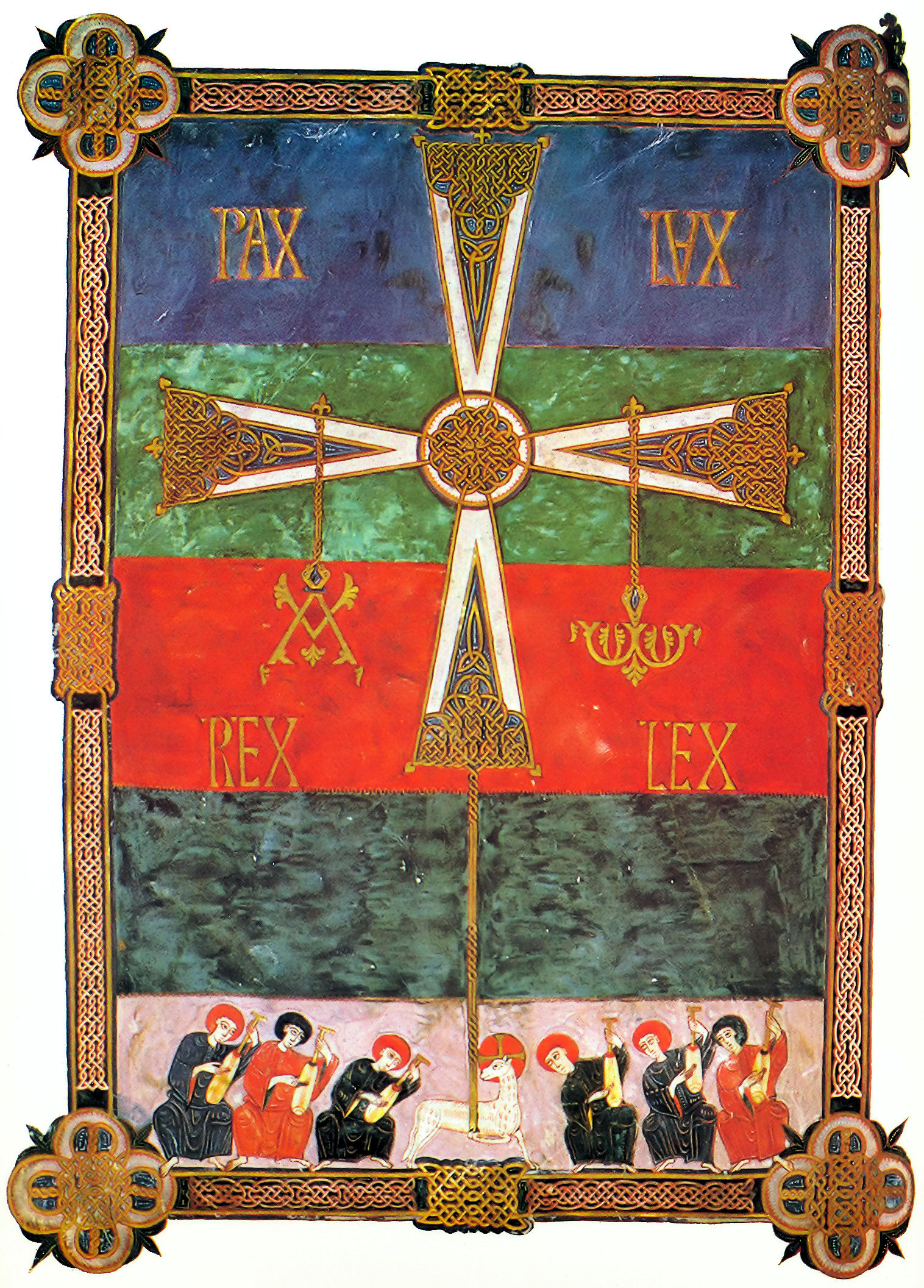
«Yo soy el Alfa y la Omega, el principio y el fin, dice el Señor Dios, el que Fue, el que Es y el que Será. El Todopoderoso» (Apocalipsis, 1.8).

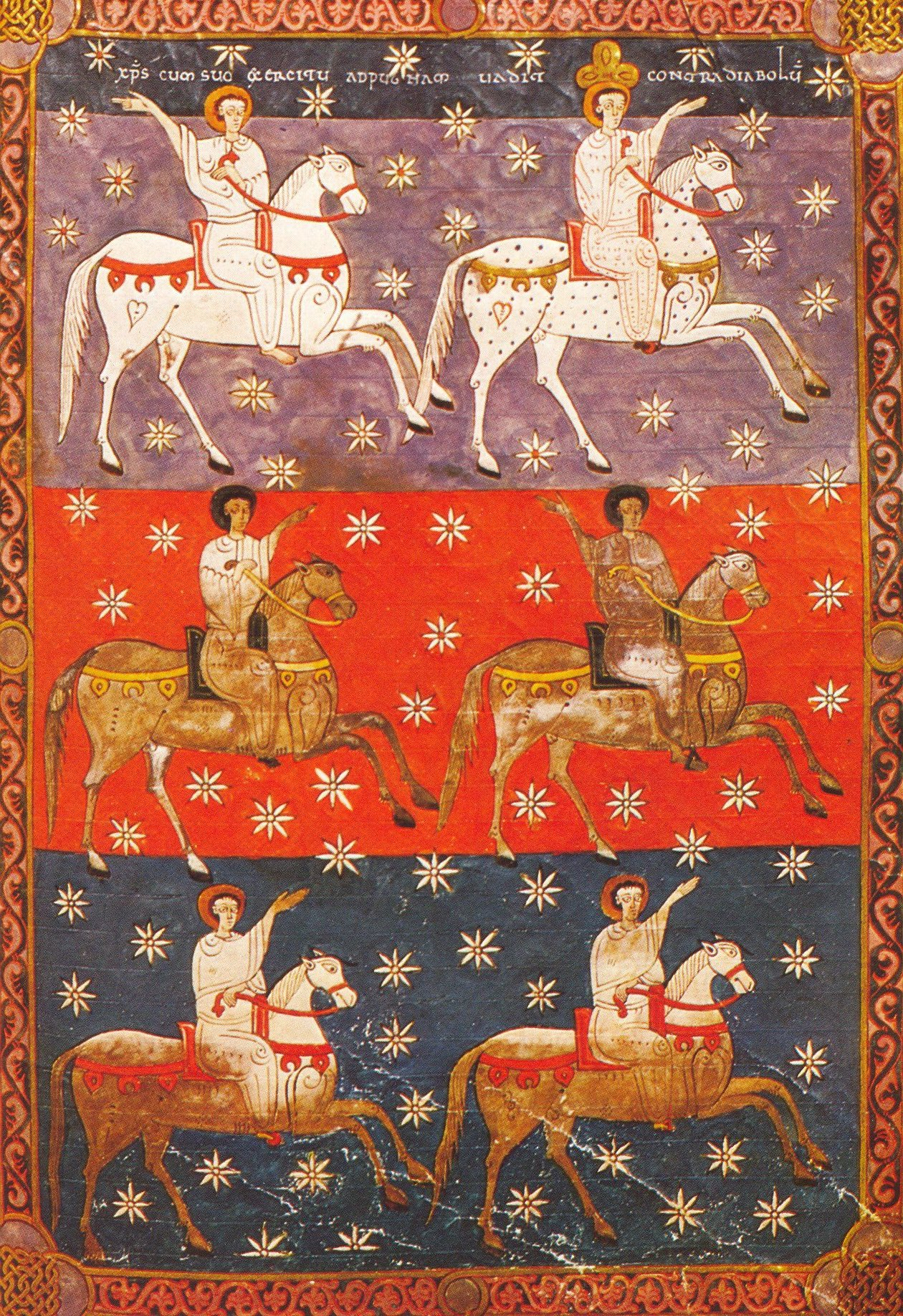
«Entonces vi el cielo abierto, y había un caballo blanco: el que lo monta se llama "Fiel" y "Veraz"; y juzga y combate con justicia. Sus ojos, llama de fuego; sobre su cabeza, muchas diademas; lleva escrito un nombre que sólo él conoce; viste un manto empapado en sangre y su nombre es: La Palabra de Dios». (Apocalipsis, 19.11).

En los Comentarios se da una nueva interpretación a los símbolos del Apocalipsis: Babilonia ya no representa a la ciudad de Roma, sino a Córdoba, sede de los emires de Al Ándalus; la Bestia, antiguo símbolo del Imperio Romano, encarna ahora al invasor islámico que amenazaba con destruir la cristiandad occidental y que en esa época atribulaba con sus frecuentes razzias a los territorios del Reino de Asturias.
En el prólogo al segundo libro de esta obra se encuentra uno de los Mapa Mundi más conocidos de la cultura altomedieval europea. El objetivo de este mapa no es la representación geográfica del mundo sino el de servir como ilustración de la diáspora evangelizadora de los Apóstoles durante las primeras décadas del cristianismo. Beato se basó para confeccionarlo en los datos proporcionados por San Isidoro de Sevilla, Ptolomeo y las Sagradas Escrituras. El mundo se representa como un disco de tierra rodeado por el Océano y que se divide en tres partes: Asia (semicírculo superior), Europa (cuadrante inferior izquierdo) y África (cuadrante inferior derecho). El Mar Mediterráneo (Europa–África), el Río Nilo (África–Asia) y el Mar Egeo y el Bósforo (Europa–Asia) separaban a las masas continentales.
El Mapa Mundi de Beato de Liébana es la primera obra cartográfica que muestra la existencia de la Terra Australis. A pesar de que esta tierra hipotética ya había aparecido citada en las obras de Claudio Ptolomeo o San Agustín de Hipona, lo cierto es que el mapa contenido en los Comentarios al Apocalipsis, es el primero que refleja la existencia de este continente austral, que a partir de este momento aparecerá repetidamente multitud de mapas y originará innumerables expediciones en su búsqueda, como las de Fernández de Quirós y Abel Tasman, que culminarán en el descubrimiento de Australia. Beato estaba convencido de la llegada inminente llegada del Fin de los Tiempos, que vendrían precedidos por el reinado del Anticristo, cuyo imperio duraría 1290 años. Basándose en el esquema expuesto por San Agustín en su obra la Ciudad de Dios, el creador de los Comentarios consideraba que la historia del mundo se estructuraba en seis edades: Las cinco primeras se extendían entre la creación de Adán y la crucifixión Jesucristo, mientras que la sexta, posterior a Cristo y contemporánea a nosotros, debía culminar con el desencadenamiento de los sucesos profetizados por el Apocalipsis.
Los movimientos de carácter milenarista eran comunes en la Europa de entonces: En el periodo 760–780 se producen en las Galias toda una serie de fenómenos astrales que provocan pánico entre la población; un monje visionario, Juan, predice la llegada del Fin del Mundo en el reinado de Carlomagno. Aparece en estas mismas fechas el Apocalipsis de Daniel, un texto escrito en lengua siríaca durante el reinado de la emperatriz Irene en Bizancio en el que se profetizaban toda una serie de guerras entre árabes, bizantinos y pueblos del Norte que finalizarían con la llegada del Anticristo.
Para Beato, los acontecimientos que estaban teniendo lugar en Hispania (el dominio islámico, la herejía adopcionista, la progresiva asimilación de los mozárabes...) eran señales que indicaban la proximidad del eón apocalíptico. Según cuenta Elipando en su Carta de los obispos de Spania a sus hermanos de la Galia, el abad de Santo Toribio llegó a anunciar a sus paisanos de la Liébana la llegada del Fin del Mundo para la Pascua del año 800: la víspera de ese día, cientos de aldeanos se agruparon en torno al Monasterio de Santo Toribio, esperando —aterrados— el prodigio. Durante casi día y medio permanecieron en aquel lugar sin probar bocado hasta que uno de ellos, de nombre Ordoño, exclamó: «¡Comamos y bebamos, de manera que si llega el fin del mundo estemos hartos!».
Las visiones proféticas y milenaristas de Beato de Liébana tuvieron una huella perdurable en el desarrollo del Reino de Asturias: La Crónica Profética, que fue redactada en torno al año 880, predice la caída final del Emirato de Córdoba y la conquista y redención de toda España por el rey Alfonso III. Asimismo, el icono de la Cruz de la Victoria, que terminó convirtiéndose el emblema del Reino de Asturias, tiene su origen en un pasaje del Apocalipsis en el que San Juan tiene la siguiente visión de la Parusía: Ve a Jesucristo sentado en majestad compañado de nubes y afirmando «Yo soy el Alfa y la Omega, el principio y el fin, el que Fue, el que Es y el que Será. El Todopoderoso». El uso del lábaro se remonta a tiempos de Constantino el Grande, que lo empleó durante la célebre batalla del Puente Milvio. Pero en Asturias, el uso de la Cruz de la Victoria adquirió tintes de veneración. En casi todas las iglesias prerrománicas aparece grabado dicho icono, a menudo acompañado de la expresión «Hoc signo tuetur pius, in hoc signo vincitur inimicus», que se convirtió en el lema de los monarcas asturianos.
Otro de los legados espirituales del Reino de Asturias lo constituye el surgimiento de una de las vías de transmisión cultural más fascinante de Europa: El Camino de Santiago. El primer texto que hace referencia a la predicación de Santiago el Mayor es el Breviario de los Apóstoles, texto del siglo VI que cita a un lugar denominado Aca Marmárica como su lugar de descanso definitivo. San Isidoro de Sevilla insistió en esta idea en su tratado De ortu et obitu patrium. Siglo y medio después, en tiempos del rey Mauregato fue compuesto el himno O Dei Verbum en el que se califica al apóstol de «áurea cabeza de España, nuestro protector y patrono nacional», y se hace referencia a su predicación en la Península durante las primeras décadas del cristianismo. Algunos atribuyen dicho himno a Beato, aunque esto es discutido por los historiadores.
Pero no fue hasta el reinado de Alfonso II cuando desde Galicia llegaron noticias de un acontecimiento prodigioso: En la diócesis de Iria Flavia un ermitaño llamado Pelayo había observado durante varias noches sucesivas resplandores misteriosos sobre el bosque de Libredón. Canciones de ángeles acompañaban el baile de luminarias. Impresionado por este fenómeno, Pelayo se presentó ante el obispo de Iria Flavia, Teodomiro, que acudió al lugar con su séquito. En la espesura del bosque se halló un sepulcro de piedra con tres cuerpos, que fueron identificados con los del apóstol Santiago el Mayor y sus dos discípulos, Teodoro y Atanasio. Según la leyenda, el rey Alfonso fue el primer peregrino en acudir a ver al Apóstol: Durante las noches que duró el trayecto fue guiado por el curso de la Vía Láctea, que a partir de ese momento tomaría el nombre popular de Camino de Santiago.
El hallazgo de la tumba de Santiago supuso un éxito político de primer orden para el Reino de Asturias: Hispania podía reclamar para sí el honor de albergar los restos de uno de los apóstoles de Jesucristo, un galardón solo compartido con Asia (concretamente Éfeso) donde reposaba el cuerpo de San Juan, y con Roma, donde fueron enterrados los restos de San Pedro y San Pablo. A partir de este momento, Santiago de Compostela se convertiría junto con Roma y Jerusalén en una de las tres ciudades santas de la Cristiandad. Al abrigo del Camino de Santiago penetraron en la península ibérica multitud de influencias procedentes de Centroeuropa durante los siglos siguientes, desde los estilos gótico y románico hasta la trova provenzal.
Sin embargo, la historia del descubrimiento de los restos del Apóstol presenta ciertos trazos enigmáticos. La tumba fue encontrada en un lugar que venía siendo usado como necrópolis desde el Bajo Imperio, por lo que es posible que se tratara de los restos de un notable de la zona: El historiador británico Henry Chadwick lanzó la hipótesis que identificaba el sarcófago hallado en Compostela con las reliquias de Prisciliano. Otros autores, como Constantino Cabal, ponen de relieve que muchos lugares de Galicia como el Pico Sacro, la Pedra da Barca (Mugía) o San Andrés de Teixido eran objetivo de peregrinaciones de fieles paganos, que consideraban que aquellos lugares, identificados con el Fin del Mundo, eran puertas de entrada al Otro Mundo. Con el descubrimiento de la tumba de Santiago se inició la progresiva cristianización de estas rutas de peregrinación.

### Mitos y leyendas
Puesto que las Crónicas del Reino de Asturias fueron redactadas siglo y medio después de la batalla de Covadonga, son muchas las facetas de los primeros reyes de Asturias que han quedado en la penumbra, abandonadas al nebuloso territorio del mito y de la leyenda.
Si bien la historicidad de Pelayo queda fuera de toda duda, en torno a su figura se han tejido multitud de tradiciones y relatos. Uno de ellos afirma que antes de la invasión islámica de España acudió de peregrino a Jerusalén, la ciudad santa de la Cristiandad.

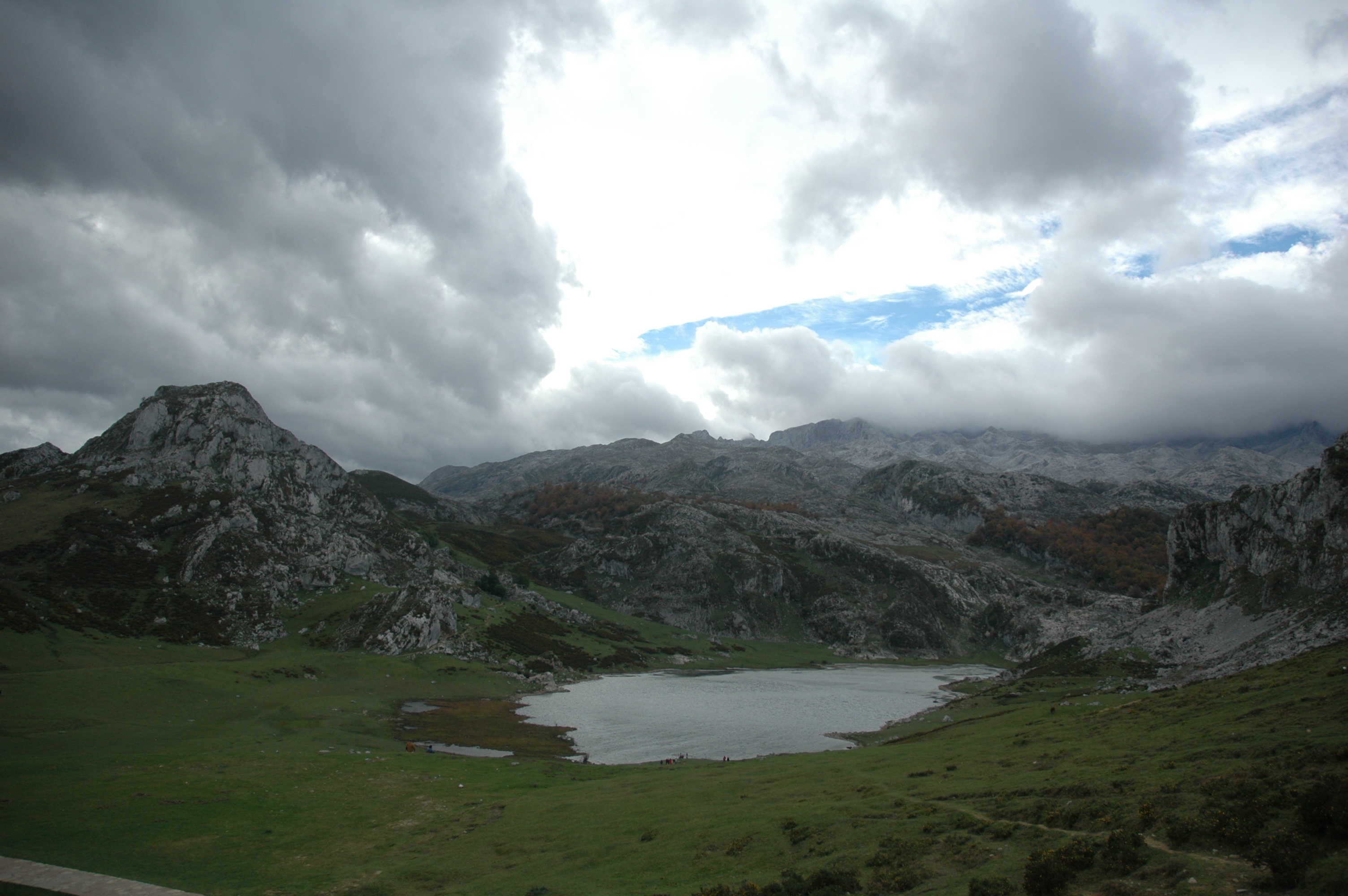
Lago de Ercina. Según la leyenda, en este lugar se alzaba una aldea o incluso —quién sabe— una ciudad que fue destruida por un diluvio divino.

Se afirma así mismo, que la Cruz de la Victoria fue formada por un rayo que al golpear un roble talló dicha figura en su tronco. Se entrelazan en este mito dos elementos de importancia fundamental en la tradición asturiana: Por un lado, el rayo, que era el símbolo del antiguo dios astur Taranis y que en la mitología asturiana es forjado por el Ñuberu, señor de las nubes, de la lluvia y de los vientos. Por otro lado, el roble es el símbolo de la realeza asturiana, tal y como testimonian grabados en piedra como los de la Iglesia de Abamia, en los que se reproducen hojas de dicha especie arbórea.
Además, la zona de Covadonga ha sido pródiga en relatos asombrosos, como el que afirma que sobre el lugar que hoy ocupan los lagos de Enol y de la Ercina se alzaba un poblado de pastores que fue visitado en su día por la Virgen, la cual disfrazada de peregrina pidió comida y habitación por las casas del poblado. En todas ellas fue rechazada bruscamente, y solo encontró acogida en el humilde refugio de un pastor, que cariñosamente compartió con ella todo lo que poseía. Como castigo ante la inhospitalidad de los moradores del lugar, el día siguiente un diluvio de origen divino arrasó con la población, que quedó anegada para siempre, con excepción de la choza del pastor. Ante él, la misteriosa huésped comenzó a llorar, y sus lágrimas al caer al suelo se convirtieron en deliciosas florecillas. Entonces el pastor se dio cuenta de que la divina peregrina era la Virgen.
Es este un mito pancéltico que se encuentra representado en numerosas historias de otros países del Arco Atlántico, como aquella que afirma que bajo la laguna de Antela (Galicia) se hallan los rastros de la antigua ciudad de Antioquía, borrada en su día del mapa por un diluvio nocturno en castigo por la vida pecaminosa de sus habitantes. Todavía hoy es posible oír durante la Noche de San Juan los tañidos de la iglesia de la ciudad así como el cantar de los gallos. Al otro lado del golfo de Vizcaya, en Bretaña, circulan tradiciones relativas a la ciudad de Ker-Ys, que se situaba en territorios de la bahía de Douarnenez ganados al mar y protegidos por un poderoso dique. La hija del rey de la ciudad, Dahud, entregó las llaves del dique a un demonio que se había disfrazado de un apuesto príncipe, acción que resultó en el anegamiento de la ciudad.

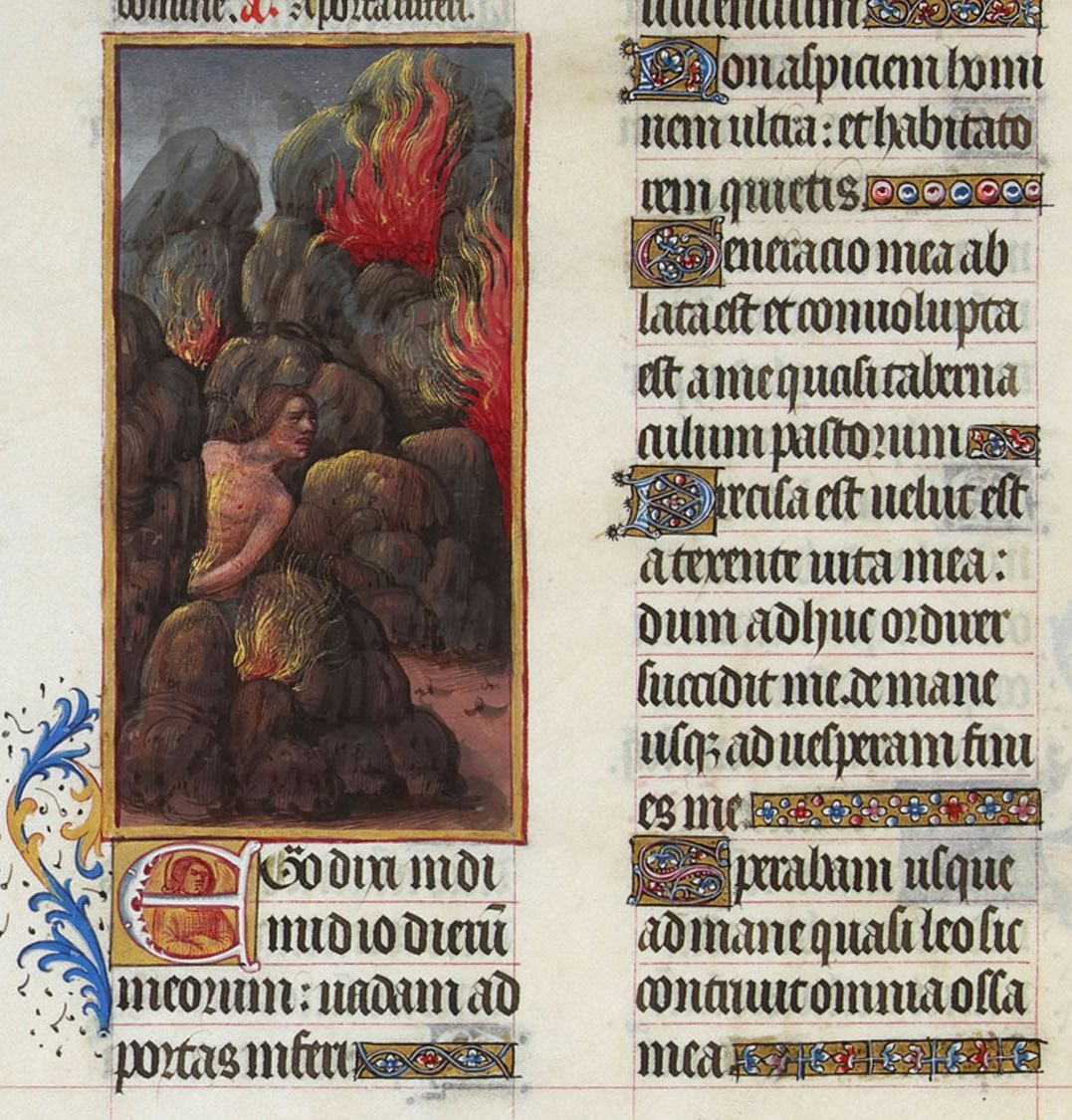
Ilustración del Canto de Ezequías extraída de la obra Las muy ricas horas del duque de Berry. A menudo los reyes asturianos tomaban como modelo a los monarcas judíos del Antiguo Testamento.

Mas también existen mitos en torno a la Monarquía Asturiana que enlazan con la más pura tradición judía y cristiana: la Crónica Sebastianense narra que cuando falleció el rey Alfonso I tuvo lugar en Cangas de Onís un suceso extraordinario. Mientras los notables velaban su cadáver en la corte, se oyeron cánticos celestiales de ángeles. Entonaban el siguiente texto de Isaías que por lo demás era el empleado por la liturgia hispánica durante la Vigilia del Sábado de Gloria:

Yo dije: En el medio de mis días iré á las puertas del sepulcro: Privado soy del resto de mis años.
Dije: No veré al señor en la tierra de los que viven: Ya no veré más hombre con los moradores del mundo.
Mi morada ha sido movida y traspasada de mí, como tienda de pastor. Como el tejedor corté mi vida; cortaráme con la enfermedad; Me consumirás entre el día y la noche.
Contaba yo hasta la mañana. Como un león molió todos mis huesos: De la mañana á la noche me acabarás.
Como la grulla y como la golondrina me quejaba; Gemía como la paloma: alzaba en lo alto mis ojos: Jehová, violencia padezco; confórtame.
Is. 38,10–14

Se trata del cántico que entonó el rey de Judá Ezequías tras su curación de una enfermedad mortal por Yahvé, gracias a la intercesión de Isaías: En dicho cántico, el rey, viéndose ante las puertas de la muerte, lamenta angustiado su partida hacia el sheol, el inframundo judío, un lugar oscuro y tenebroso donde no verá ya más a ni a Dios ni los hombres.
En Asturias se encuentran asimismo exponentes del mito del Rey Durmiente: Según la leyenda, es posible aún hoy en día ver vagar al rey Fruela por el Jardín de los Reyes Caudillos de la Catedral de Oviedo y se dice que su nieto, el renombrado caballero Bernardo del Carpio, duerme también en una cueva de los montes asturianos. La tradición relata que en una ocasión un campesino perdió una de sus vacas, y cuando se internó en una cueva para buscarla oyó una voz que afirmaba ser Bernardo del Carpio, vencedor sobre los francos en Roncesvalles. Tras contarle que había vivido solitariamente durante siglos en aquella cueva le dijo al campesino: «Dame tu mano, que quiero saber cómo son los hombres de ahora». El pastor, asustado, le alcanzó el cuerno de una vaca, que al ser agarrado por el gigante se deshizo al instante. El pastor se marchó despavorido, no sin antes oír a Bernardo decir: «Los hombres de ahora no son como los que me ayudaron a matar franceses en Roncesvalles».
Son evidentes los paralelismos entre estas leyendas y las que rodean las figuras de otros héroes medievales europeos como Barbarroja o el Rey Arturo. Del primero se afirma que no murió, sino que se retiró al interior del monte Kyffhäuser, desde donde retornará para restablecer la antigua gloria de Alemania cuando los cuervos dejen de volar. Del segundo se afirma que vive junto con sus caballeros en multitud de grutas y colinas de la isla de Gran Bretaña. Su morada más famosa es aquella que le atribuyó Sir Walter Scott: las colinas de Eildon, en Escocia, donde se refugió Arturo tras su última batalla, y donde dormirá hasta que el destino le otorgue de nuevo el gobierno de Britania.

## Crónicas del Reino de Asturias

### Crónicas cristianas
Crónicas redactadas en territorio andalusí:
- Crónica bizantina-arábiga de 741
- Crónica mozárabe (754) (también llamada Continuatio Hispana)

Crónicas redactadas durante el reinado de Alfonso III:
- Crónica Albeldense
- Crónica Rotense
- Crónica Sebastianense
- La Crónica Profética

Crónicas del siglo XI:
- Crónica de Sampiro

Crónicas del siglo XII:
- Crónica Silense o del monje anónimo de Santo Domingo de Silos
- Crónica de Pelayo, obispo de Oviedo
- Crónica del Emperador Alfonso VII
- Crónica najerense

Crónicas redactadas durante el reinado de Fernando III del Santo:
- Chronicon mundi, de Lucas, obispo de Tuy
- Crónica latina de los reyes de Castilla, de Juan, obispo de Osma
- De rebus Hispaniae, de Rodrigo Jiménez de Rada

Crónicas redactadas durante el reinado de Alfonso X el Sabio:
- Estoria de España, también llamada Crónica General de España, la primera escrita en castellano.

### Crónicas musulmanas
- Crónica de Al-Maqqari

## Legado
Al pie de esta gigantesca fortaleza natural de los Picos de Europa, que se alza a pocos kilómetros del Cantábrico, pelearon astures y cántabros contra Roma, ya señora del mundo. En una de las entradas de tal fortaleza, resistió Pelayo (718–722) a los muslimes que dominaban ya desde la India hasta el Atlántico. A su amparo nació por tanto España.
C. Sánchez Albornoz

Sant Yagüe (Santiago) será entronizado anti-Mahoma y su santuario compostelano se convertirá en la anti-Caaba. Dicha mutación confiere a la leyenda su carácter definitivo. Compostela pasa a ser el punto de convergencia de la cristiandad militante en oposición a La Meca, y la popular romería del Camino de Santiago, la réplica franca y galaico-leonesa al haÿÿ (la santa peregrinación musulmana). La Providencia concederá en adelante la victoria al jinete en «níveo e impetuoso» caballo no sólo sobre los moros de la Península, sino también, en un extraordinario vuelo transoceánico, sobre los aztecas, inclinando el fiel de la balanza, en plena batalla, en favor de Hernán Cortés y los suyos.
Juan Goytisolo

El Reino de Asturias se contempla tradicionalmente como el origen de la Reconquista. Si bien en los primeros momentos fue solo una lucha indígena contra pueblos extranjeros (como ástures y cántabros ya habían hecho contra romanos y visigodos), la espectacular expansión posterior y el hecho de haber contenido el germen de la conocida como Corona de Castilla (unión de los reinos de Castilla y León) supusieron una relevancia histórica que en la época no cabía vislumbrar.

Escudo de España establecido por Real Decreto 2964 de 18 de diciembre de 1981, reuniendo las armas de las coronas de Castilla, León, Aragón y Navarra. Las dos primeras surgieron del Reino de Asturias. Durante los debates de ponencia de la ley, fue propuesta para su inclusión en el abismo del escudo el uso de la Cruz de la Victoria, propuesta finalmente desestimada en favor del uso de las armas de la casa de Borbón-Anjou.

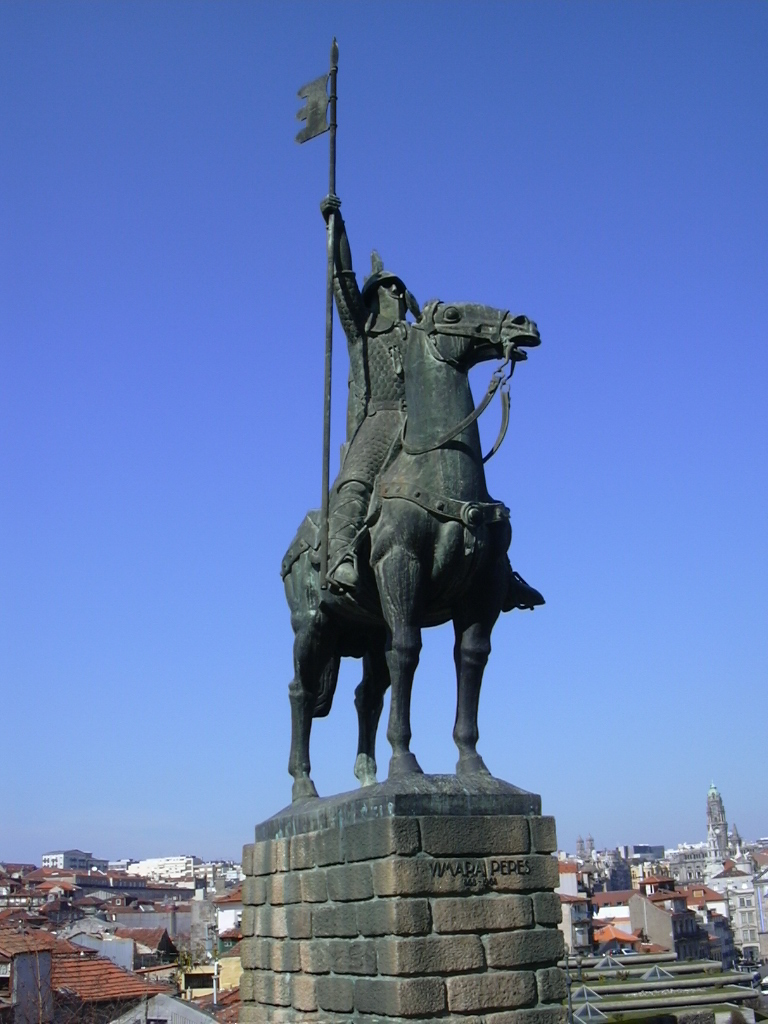
En la imagen Vimara Pérez, noble asturiano fundador del Condado Portucalense, del que surgió posteriormente el Reino de Portugal.

Desde el reino de Asturias se crearon los condados de Castilla y de Portugal, que en tiempos del Reino de León cobrarían su independencia y se convertirían en reinos: tras el traslado de la corte a León por Fruela II, el centro de gravedad del Reino se desplazó hacia el Sur, y a partir de ese momento es cuando comienza a hablarse del Reino de León, cuyos monarcas se consideran herederos de la Monarquía asturiana, no así los gallegos. Si bien en sus primeras décadas de existencia, la autoridad de los reyes asturleoneses era bastante fuerte, a partir de mediados del siglo X, surgieron tendencias disgregadoras, particularmente en Castilla y en Portugal.Desaparecía a partir del siglo X el concepto de Gallaecia tradicional y, desde entonces, se aplicará únicamente para designar a Galicia en contextos cultos.
Los condados castellanos se aglutinaron a mediados del siglo IX en torno a la dinastía condal fundada por Fernán González. Si bien en sus comienzos el condado de Castilla no llegó a independizarse formalmente nunca del Reino de León, pronto entró en la órbita del rey Sancho Garcés III de Pamplona, el Mayor , que acabó definitivamente con la dependencia jurídica respecto de los reyes leoneses. Su hijo, Fernando I, heredó el condado de Castilla y tras derrotara Bermudo III de León anexionó su reino. Tras la muerte de Alfonso VII, los reinos de León y Castilla volvieron a separarse durante setenta años, hasta que fueron unificados definitivamente por Fernando el Santo. El recuerdo de la monarquía asturiana pervivió en las cortes de los reyes de Castilla y de España. Alfonso X el Sabio, en su Estoria de España, consideraba al Reino de Asturias como el lugar donde comenzó la reconquista y recristianización de España. Siglos después, el primer parque nacional de España, el de la Montaña de Covadonga (hoy en día, Parque nacional de los Picos de Europa), fue fundado por Alfonso XIII en 1918 para conmemorar el 1200 aniversario de la coronación Pelayo, y de la batalla de Covadonga. En Ultramar, la leyenda pía afirma que Santiago Matamoros, el protector del reino asturiano, se apareció en la batalla de Otumba, desequilibrando el combate a favor de los españoles. Muchas ciudades americanas, como Santiago de Cuba o Santiago de Chile, llevan el nombre de aquel apóstol cuyo cadáver se encontró en tiempos de Alfonso II, en un lugar situado en los confines de la monarquía asturiana.
Por lo que se refiere a Portugal, fue Alfonso III de Asturias el que ordenó en 868 a uno de sus vasallos, el conde gallego Vimara Pérez, tomar y repoblar la ciudad de Oporto y los territorios portucalenses entre el Miño y el Duero (fue el fundador de la ciudad de Guimarães). De este modo, al mismo tiempo que nacía en el centro hispánico el Condado de Castilla vasallo de los reyes asturleoneses y navarros, surgió en la frontera suroccidental asturiana el Condado Portucalense, que también se mantuvo vasallo de los reyes de Asturias y León durante los siglos IX a XII. Simultáneamente nacía en la punta suroriental peninsular el condado de Aragón, inicialmente vasallo de los reyes francos. Durante el siglo XI los condados de Castilla y de Aragón fueron elevados a reinos, lo mismo pasó en el siglo XII con el condado de Portugal. Desde su fundación por el noble Vimara Pérez y su repoblación por gallegos en el siglo IX, el condado de Portocale había sido un territorio autónomo dentro del Reino de Galicia. En 1071 el conde de Portucale Nuño Méndez (quien se había rebelado) fue derrotado en la batalla de Pedroso por el rey García de Galicia, que tomó el título de rey de Galícia y Portugal, uniendo efímeramente a todos los galáico-portugueses. Pero unos meses más tarde García I de Galicia y Portugal, hijo de Fernando I de León, quedó prisionero hasta el fin de sus días después de haber sido derrotado por sus dos hermanos, Sancho II de Castilla y Alfonso VI de León. Aunque a la muerte de Sancho de Castilla García recuperó su trono en 1072, siendo llamado a conversaciones por Alfonso de León (ya rey de Castilla también por la muerte de Sancho en 1073), fue traicionado por este y hecho prisionero definitivamente, en el castillo de Luna, hasta su muerte en 1090. 
Alfonso VI de León, Castilla y ahora también Galicia y Portugal, reunidas las cuatro coronas de sus cuatro abuelos, apartados sus dos hermanos del poder, se intitula entonces Imperator totius Hispaniae, al ser el mayor poder político cristiano en Hispania. Poco después separó de nuevo Galícia y Portugal al entregar el gobierno de ellos a sus dos yernos, Raimundo de Borgoña, y Enrique de Borgoña. Este último gobernó como regente de Portugal hasta su muerte, por minoría de edad de la condesa propietaria de Portugal, Teresa de León, que empezó a gobernar por sí misma solamente cuando quedó viuda. Teresa era descendiente por vía paterna de los antiguos condes portucalenses, ya que su bisabuela Elvira Menéndez era condesa de Portugal y mujer de Alfonso V de León. Tanto el conde Enrique como después la reina Teresa encaminarán el condado de Portugal a un nuevo proceso de independencia gradual que culminaría con la autoproclamación de su hijo el infante Alfonso I de Portugal como rey tras la batalla de Ourique en 1139, en la que legendariamente—por cierto—le apareció en el cielo la cruz, la sangre, y el rostro de Jesús Cristo, acompañadas de las palabras en oro «in hoc signo vinces». Esta leyenda está documentada solo desde el siglo XIV, época de la fundación de la Orden de Cristo, que tomó para sí misma estas palabras alrededor de su escudo rojo y cruciforme.
En el plano estrictamente asturiano, el Reino de Asturias es el lugar del nacimiento del asturiano, bable o asturleonés, lengua también hablada en el Reino de León. Ya en textos tan tempranos como la Pizarra de Carrio pueden distinguirse rasgos que van pergeñando un dialecto protorromance asturleonés, como por ejemplo la diptongación de la e breve latina (vostras -> vuestras) o la palatalización del grupo c'l (ovecula -> oveya) y el texto en lengua romance peninsular más antiguo, La Nodicia de Kesos, está escrito en una lengua que muestra ya signos claros de asturleonés. Si bien los documentos de la época del Reino de Asturias están redactados en casi su totalidad en lengua latina, no cabe la menor duda de que en la corte se empleaba como idioma habitual una forma primigenia del asturiano. En este sentido, los primeros documentos oficiales escritos en asturleonés comienzan a aparecer en el siglo XI  y entre ellos destacan el Forum Iudicium (Fueru Xulgu) y diferentes derechos municipales como el Fuero de León o el Fuero de Avilés. En el primer parlamento de la historia de Europa, las Cortes de León de 1188, la lengua empleada tanto por el rey como por los procuradores fue la asturleonesa. Este idioma gozaba entonces de un enorme prestigio que venía derivado de su uso por los reyes de León, sucesores de Pelayo. Es de destacar el hecho de que en Portugal para designar a sus propios monarcas se empleaba usualmente el título El-Rei, que como puede apreciarse no es galaicoportugués (en cuyo caso correspondería una forma tipo O-Rei) sino asturleonés.

Escudo del Principado de Asturias.

Siglos después del reinado de los últimos monarcas asturianos, en 1388, se creó el Principado de Asturias y el título de Príncipe de Asturias que desde entonces ostentaría el heredero de los reinos de la Corona de Castilla y, posteriormente, de la de España.

Bandera tradicional del Principado de Asturias.

El territorio del Principado quedó constituido por las Asturias de Oviedo. Las Asturias de Santillana, que mantenían ese nombre desde el siglo XII, pasaron a formar la merindad denominada a partir del siglo XV Montaña de Burgos y desde 1778 Provincia de Cantabria. Tras el paso de Ribadedeva, Peñamellera Alta y Peñamellera Baja en 1833 a la nueva provincia de Oviedo, a ésta se la denominó provincia de Santander y desde 1982 constituye la comunidad autónoma de Cantabria.
Tras mantenerse el principado como ente territorial durante todo el Antiguo Régimen, la división territorial de 1833 formó la Provincia de Oviedo, que incluía los concejos de las antiguas Asturias de Oviedo a los que se añadieron Ribadedeva, Peñamellera Alta y Peñamellera Baja de las antiguas Asturias de Santillana. En 1983, la provincia de Oviedo cambió su nombre a provincia de Asturias, siendo la única provincia de la comunidad autónoma del Principado de Asturias.
La bandera y el escudo del actual Principado de Asturias incluyen la imagen de la Cruz de la Victoria.

## Discusiones actuales

### Yilliqiyya/ Galisiyya. Gallaecia/Gallecia. Galleci/Gallaeci. Yalaliqa/Al-Galisi
A principios del siglo XXI se planteaba por primera vez una revisión de la historia según la cual el Reino de Asturias jamás habría existido, siendo en realidad un olvidado Reino de Galicia. Esta teoría cuenta con un corpus teórico no muy extenso, todo él reciente siendo sus principales obras las mismas que las primeras en ser publicadas: Carlos Baliñas Pérez - "O reino de Galicia na Idade Media" (1999 ), de otro lado López Carreira "O reino medieval de Galicia" (2005) y "A Galicia antiga" (2005).
Cabe señalar que las obras de estos autores simplemente plantean como la nobleza gallega habría jugado un papel más activo en la Alta Edad Media, sin declarar que "jamás existiera un Reino de Asturias", una teoría que no es apoyada por ningún académico y pero que se habría difundido solamente en algunos círculos (sin representación académica). Sin embargo, son estas obras las citadas principalmente por quienes defienden "el error histórico", por tanto, pueden considerarse quienes dieron pie a la nueva interpretación. 
Quienes defienden esta teoría argumentan:

#### 1. Supuesta ausencia de menciones explícitas a un Reino de Asturias en las Fuentes, frente a la repetición del término Gallaecia/ Yilliqiyya.
La primera afirmación resulta simplemente falsa, pues sí tenemos referencias explícitas a un Reino de Asturias en fuentes tanto cristianas (Asturorum Regnum en las más tempranas, Regnum Asturiensis en las más tardías) como en las musulmanas (Bilād al-Asṭūrīyīn, Ḏī al-Asṭūr). 
Además de las ya mencionadas, las crónicas cristianas donde encontraremos referencias explícitas al Reino de Asturias tendríamos:
- Crónica Albeldense (Chronicon Albeldense), ca. 881. Monasterio de Albelda.[91]
- Crónica Rotense (Chronicon Rotense), siglo IX. También conocida como la Primera Crónica General de Alfonso III.[92]
- Crónica Profética (Chronicon Prophetica), ca. 883.[93]
- Crónica de Alfonso III (Chronicon Adefonsi Tertii), finales del siglo IX. Existen dos versiones: la versión Rotense y la versión Ad Sebastianum.[94]
- Crónica Najerense (Chronicon Naierense), siglo XII. [95]
- Historia Silense (Historia Silensis), ca. 1118-1132. [96]

Entre las crónicas musulmanas donde encontraremos referencias explícitas al Reino de Asturias tendríamos:
- Al-Nuwayri, "Al-Nihaya fi al-Fusul", siglo XIV.[97]
- Ibn al-Qūṭīyah, "Al-Muqtabis", siglo X.[98]
- Al-Maqqari, "Nafh al-Tib min Ghusn al-Andalus al-Ratib", 1610.[99]
- Ibn Hazm, "al-Fisal fi al-Milal wa al-Ahwa", siglo X.[100]
- Al-Idrisi, "Nuzhat al-Mushtaq fi Ikhtiraq al-Afaq", 1154.[101]

A lo que debemos sumar la extensa documentación no cronística, sino administrativa, testamental, eclesiástica entre otros (alejada de la intención propagandística de la que podría tildarse a ciertas crónicas, pues no eran documentos creados para su difusión), algunos ejemplos podrían ser: 
- Divisio Theodemiri (c. 781)[102]
- Diplomas del Cartulario de San Pedro de Cardeña (siglo IX)[103]
- Donación de Alfonso II al Monasterio de Ablaña (812)[104]
- Diplomas del Cartulario de Santa María de Wamba (siglo IX)[105]
- Inscripción Fundacional de la Iglesia de San Salvador de Valdediós (siglo IX)[106]
- Testamento de Alfonso II (c. 812)[107]
- Liber Testamentorum (812-870)[108]
- Diploma de Alfonso III al Monasterio de Santiago de Samos (874)[109]
- Códice de los Diplomata regum Asturorum[110]
- Fundación del Monasterio de Santa María de Tuñón (c. 891)[111]
- Donación de Fruela II a la Catedral de Oviedo (910)[112]

En resumen, existe un amplio corpus documental en múltiples formatos (no todos ellos sujetos a propagandística regia), donde se denomina a la organización política Reino de Asturias/ Reino de los Astures.

 
Verdaderamente también se emplea el término Gallaecia (en el caso de las fuentes cristianas) y Yilliqiyya (en el caso arábigo) para referirse al territorio del Reino de Asturias, así como a los reyes asturianos "Rex Gallaecia".

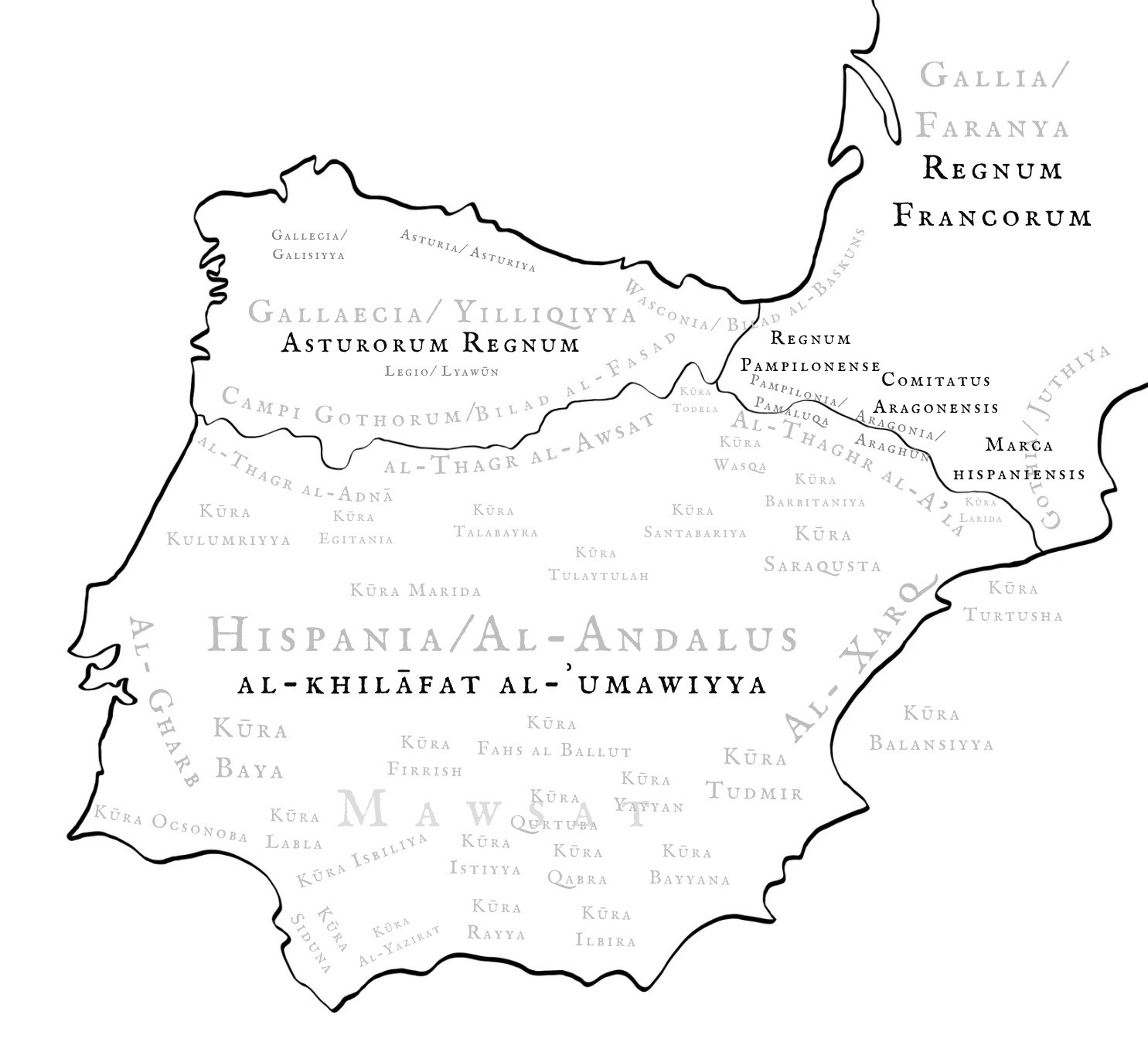
Situación política y toponímica de la Península a finales del S. IX.

Gallaecia/ Yilliqiyya corresponden con Gallaecia, un territorio sin nombre romance al haber desaparecido como realidad político-administrativa ya en la Alta Edad Media, pero cuyas fronteras coincidían, aproximadamente, con aquellas del ámbito expansionista del Reino Astur. Así encontramos un "Reino de los Astures en el territorio de Gallaecia". 

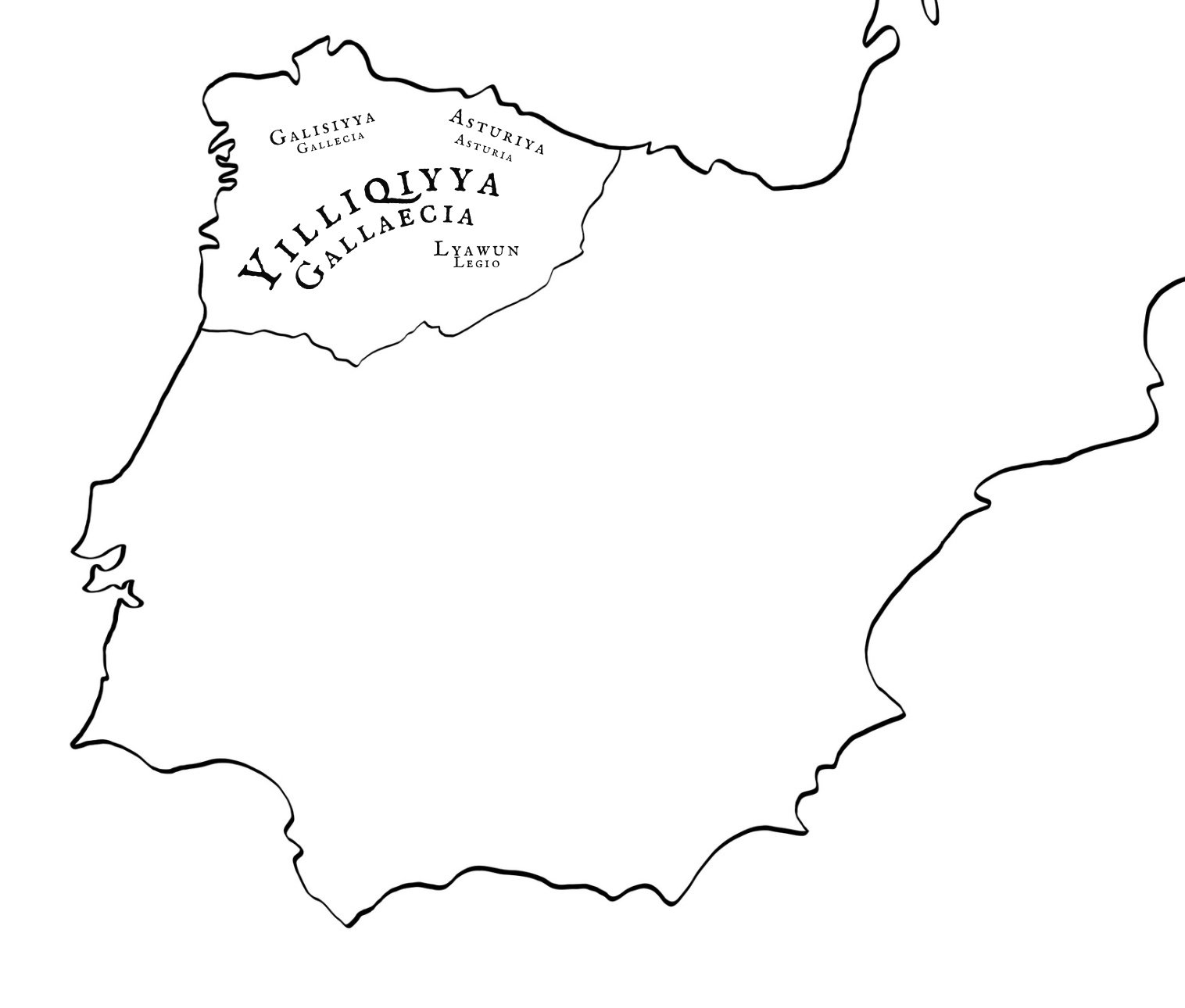
Mapa de la antigua Galaecia y sus subdivisiones, esenciales para la correcta interpretación de las fuentes primarias.

Estos términos en ninguna circunstancia pueden ser entendidos como Galicia (en ese contexto altomedieval, a partir del siglo X, con la desintegración del Reino de Asturias en múltiples organizaciones político-administrativas muy diferenciadas incluso en rasgos culturales (siendo estos el Reino de León, el Reino de Galicia y el Condado (posterior Reino) de Castilla), Gallaecia pasará a denominar en contextos cultos la Gallecia latina, pese a que la distinción árabe Yilliqiyya/ Galisiyya perdurará en las crónicas del al-Ándalus. Durante siglos, ante la ausencia de término romance para la traducción de Gallaecia/ Yilliqiyya, y su gentilicio Gallaeci/  yalaliqa fueron traducidos por Galicia/ gallegos, aún cuando en las mismas crónicas traducidas Galicia es denominada Gallecia/ Galisiyya y los gallegos Galleci/ Al-galisi. Por ello, el "bilād al-Jalāliqa"  de las crónicas musulamanas no hace referencia a Galicia, sino a Gallaecia, término carente de traducción romance. Por ello, en las últimas décadas el consenso medievalista consiste en evitar dichas traducciones simplistas, y explicar la terminología de la manera más exacta posible.
Tenemos, por tanto, una Gallaecia latina en crónicas cristianas, territorio que incluye las tradicionales Gallecia, Asturia y Legio. En el caso musulmán encontraríamos los homólogos Yilliqiyya, compuesta de Galisiyya, Asturiya y Lyawun. No solo el empleo de la toponimia idéntica tanto en las cristianas como en las musulmanas nos demuestran el conocimiento de las distintas realidades territoriales por parte de cristianos y musulmanes (así como romanos y visigodos ya diferenciaban los territorios siglos antes) sino que podemos verlo en las detalladas obras geográficas como aquellas de "Cosmographia" del Anónimo de Rávena (siglo VII), "Historia de los Godos, Vándalos y Suevos" de Isidoro de Sevilla (c. 624-625), "Crónica Albeldense" (siglo IX) y "Parrochiale Suevorum" o "Divisio Theodemiri" (siglo VIII) del lado cristiano, y "Kitab al-Masalik wa-l-Mamalik" (siglo XII), Obra de al-Rāzī (siglo X), "Ajbar Maymu'a" (siglo IX-X), "Kitab Hurush al-Andalus" (siglo IX), "Kitab al-Buldan" (siglo IX) del lado arábigo. 
En general, observaremos un patrón a la hora de analizar las referencias geográficas: 
- Cristianos: Enfocados en la organización eclesiástica y las divisiones herederas de la administración romana/visigoda. Usan nombres tradicionales latinos (e.g., Gallaecia, Tarraconensis).
- Musulmanes: Detallan la administración territorial de al-Ándalus (coras y marcas), describiendo rutas, ciudades y características geográficas importantes. Incorporan nombres árabes, traducciones de los tradicionales latinos (Ŷilliqiyya, Ṭulayṭula).

#### 2. Aceptando la documentación cronística existente, se alude a su carácter tardío o posible sesgo ideológico.
La documentación altomedieval no es abundante en Europa, sería pretencioso achacar este hecho como algo asociado únicamente al Reino de Asturias. De hecho, la documentación histórica de al-Ándalus es, pese a haber llegado a ser uno de los centros culturales de la Europa Occidental, particularmente escaso en comparación con el mundo arábigo. Si bien es cierto que, pese a ser tardías, la costumbre documental árabe tendía a ceñirse únicamente al texto de referencia, sin inclusiones del autor. 
Es simplemente el periodo histórico, creer que en ese momento existía una tradición de registro, donde constantemente existían escribas y cronistas que relataban fiel y detalladamente cada suceso como en momentos posteriores de la historia, es un error de contextualización histórica. Así, las crónicas del mundo cristiano suelen tener un carácter novelesco e incluso bíblico, pues lo importante era el mensaje transmitido y no los hechos detallados en sí.

#### 3. aceptar que el término Gallaecia hace referencia a Galicia, y que por tanto estaríamos hablando de un Reino de Galicia, traería los siguientes conflictos
1. En las fuentes primarias, entender Yilliqiyya/ Gallaecia y Yalaliqa/ Gallaeci por Galicia/ Gallegos, nos dejaría Galisiyya/ Gallecia y Al-Galisi/ Galleci carentes de sentido, pues se estaría hablando de "una Galicia en Galicia". Que históricamente ocurriera se debe a la falta de terminología romance (no latina) para Gallaecia/ Gallaeci.[120][118]
2. Explicar las periódicas rebeliones de la nobleza gallega contra los monarcas Astures, solamente sofocadas cuando en el 910 y tras la fragmentación del reino surge el Reino de Galicia.
3. Silencio histórico en la documentación gallega. Hasta el siglo XXI, nunca se había planteado que el Reino de Asturias fuera "una construcción para arrebatar a Galicia su propia historia". Eso nos deja nueve siglos donde no hay crónica, poema, testamento, diploma o discurso político de ningún tipo donde se haga referencia a los sucesos acaecidos entre el 722-910 como "protagonizados por gallegos", ningún reclamo por parte de la monarquía galaica del protagonismo de los hechos del 722-910, sobre "aquella vez que Galicia alcanzó su máxima extensión", etc. Nueve siglos sin ninguna mención, ni literaria durante el romanticismo, ni ensayística durante la ilustración, ni propagandística durante los años de monarquía galaica, autogobiernos dentro de Castilla o en el discurso histórico nacionalista. Recordemos todo ello mientras sí ocurría ya desde la Alta Edad Media en Asturias.
4. La aparición de un Reino de Galicia, tras la desintegración del que sería, supuestamente, un también reino de Galicia. Una situación que cambiaría el planteamiento: el Reino de Galicia y el Reino de León no habrían nacido simultáneamente de la desintegración del Reino Astur, sino que el Reino de León se habría independizado de un supuesto "Reino de Galicia original", hecho para el cual tampoco hay ninguna documentación que sugiera mínimamente esta lectura del suceso.
5. El hecho de la especificación de la conquista musulmana (en crónicas tanto musulmanas como cristianas) y de la repoblación (o reorganización como algunos lo traducen) y conquista del territorio de Galicia (Gallecia/ Galisiyya)[27][131][132]

Es decir, no existe argumentación más allá de la traducción (inexacta y desaconsejada) de las fuentes primarias. Por lo demás, tenemos un reino fundado en Asturia, cuyas capitales ( Cangas de Onís, Pravia, San Martín del Rey Aurelio y Oviedo) estuvieron en la Asturia tardoantigua/ Visigótica "Inter Ovem et Devam", cuya élite (reyes y nobles) eran de origen Astur, empezando por Pelayo "Un bárbaro llamado Pelayo, natural de Asturia" que debieron enfrentar periódicas rebeliones de la nobleza de otras regiones del Reino, como aquellas de los vascones o galaicos.
Hoy día, historiadores medievalistas rechazan y recomiendan evitar la traducción de Gallaecia por Galicia para aumentar la precisión y evitar malentendidos. 
Según los expertos, el término más adecuado para referirse a esta organización política (los Estados no nacerían hasta siglos después) sería Reino de los Astures, pues prima la etnia sobre el topónimo.

### El Neogoticismo
Se refiere a "teoría neogoticista" a la percepción del Reino de Asturias como una estructura heredera y continuista del Reino Visigótico. Esta fue la defendida por la historiografía tradicional española como verídica, pero en los últimas décadas (sobre todo a partir de los años ochenta, con la incorporación de los trabajos arqueológicos al estudio de las fuentes) ha venido viéndose difícil de sostener, hasta el punto de no ser ya la postura oficial defendida por el consenso de medievalistas.
Las dificultades en defender la postura neogoticista son:
- La no integración de los pueblos Astures en las órbitas políticas germánicas[137][138]. Toda la presencia astur en los poderes germánicos (Suevo o Visigodo) se limita a la mención de la parroquia Pésicos en el Primer Concilio de Braga[139][139], similar a la tribu Pésicos del que ya era, a ojos visigóticos y posiblemente tardoantiguos, asturiana ("Inter Devam et Ovem"[6]). También un carrito litúrgico de estilo Visigótico[140] hallado en Oviedo. Mientras que las pruebas que demuestren la presencia germánica en territorio astur, las crónicas nos relatan las guerras de los reyes visigodos Leovigildo y Wamba (hasta en dos ocasiones este último) contra, entre otros, los Astures. La evidencia arqueológica respalda la veracidad de estas campañas, como por ejemplo se ha visto en las excavaciones en las fortificaciones tardoantiguas de La Carisa y La Mesa[140][10].
- Esto hace difícil pensar que el Reino de los Astures tuviera como referencia aquel que hubiera sido el de sus enemigos[135][141]. La motivación de resistencia astur no se cree ya estuviera basado en motivaciones religiosas sino en el rechazo al poder superior impuesto[142][72][141]. Para ellos, visigodos y musulmanes suponían una amenaza invasora, respondiendo de igual manera (y con las mismas tácticas descritas) frente a ambos[142].
- Los conflictivos orígenes de Pelayo. Pelayo (Pelagius) no es, para empezar, un nombre germano (visigodo)[143]. En cambio, a Pelayo se le presenta en las crónicas musulamanas como "Belai El-Rumi" [133](Pelayo el romano, una distinción peculiar, teniendo en cuenta que en los relatos del al-Ándalus los autores distinguen perfectamente entre individuos romanos (hispanorromanos, población autóctona) y Godos (Visigodos, población que no se llegó a mezclar con el sustrato nativo[144]). Otras, hablan de "Belay, natural de Asturia en Gallaecia"[133]. Así mismo, la presencia de Pelayo en Breces (Piloña), su aparente conocimiento del terreno y tácticas guerrilleras tan similares a las usadas por los astures contra romanos y visigodos[145], sus propiedades en Siero y el apoyo local recibido (no sería lógico que los nativos astures escogieran a un noble visigodo, aquella elite con la que se habían visto enfrentados poco tiempo atrás, como caudillo o Princeps) son indicios de un origen Pelagiano más relacionado con la desarrollada aristocracia guerrera tardoantigua astur.[145][121]
- El único aspecto que parece fundamentar esta teoría se basa en las crónicas de tiempos de Alfonso III, que además de escasas frente al corpus documental astur, coinciden con la máxima expansión del Reino de Asturias, por lo que desde la corte se trataría de promover una justificación de legitimidad para continuar las expansiones hacia el sur, es decir, por lo tardío y contexto político parece coincidir más con una nueva percepción del Reino que tratarían de proyectar[146].[147]

La idea tradicional de un Reino de Asturias Visigótico, nacido con el objetivo de  "salvar Hispania" resulta, desde hace décadas, insostenible. Si bien a día de hoy sigue habiendo ciertos círculos académicos que apoyan este concepto de Reino heredero del Visigodo, el consenso medievalista resulta desfavorable, apostando más por un reino de origen nativo (autóctono) fruto de la resistencia local (tan repetida a lo largo de la historia) frente a cualquier pueblo extranjero que, en esa ocasión, sus Princeps o caudillos lograron consolidarse en el poder y convertirlo en hereditario, dando lugar al Reino de los Astures.